# Operazione Market Garden
Operazione Market Garden fu il nome in codice assegnato dai comandi Alleati, durante la seconda guerra mondiale, a un'operazione militare in Olanda che aveva l'obiettivo di conquistare e controllare cinque ponti, uno in fila all'altro. All'ultimo ponte ad Arnhem sul Reno le truppe di Montgomery si trovarono però bloccate da un corpo corazzato tedesco che era stato da poco messo lì in riserva (il comando tedesco aveva ritenuto Arnhem zona tranquilla giudicando che gli Alleati avrebbero attaccato più a sud). Poiché per la riuscita dell'operazione quattro ponti non bastavano, il piano fallì.
Market Garden si rivelò tuttavia un tentativo, piuttosto frettoloso e abbastanza improvvisato, per cercare di sfruttare il particolare momento di debolezza e sbandamento del nemico tedesco e, nel concreto svolgimento dei fatti, si trasformò in una serie di eventi imprevisti e confusi – spesso contrastanti a causa delle volontà di chi eseguiva le operazioni – che videro protagoniste da parte alleata il più alto numero di truppe aviotrasportate dell'intera seconda guerra mondiale sul fronte occidentale, le quali però ad Arnhem si trovarono a fronteggiare non soldati demoralizzati e male armati, ma un corpo d'élite delle SS.
L'ottimismo nell'ideare il piano era dato dalla disfatta improvvisa delle armate tedesche avvenuta alla fine di agosto dopo la sacca di Falaise, che aveva permesso agli Alleati di consolidare e ampliare le proprie teste di ponte nella Francia nord-occidentale e di dilagare in profondità, liberando con grande rapidità gran parte del paese e del Belgio, arrivando quindi a contatto con la cosiddetta Linea Sigfrido sul confine tedesco.
L'obiettivo era quello di attraversare di sorpresa il Reno con le truppe alleate arrivate in Europa in seguito allo sbarco in Normandia, avanzando poi direttamente sul suolo tedesco e sulla vitale regione industriale della Ruhr, allo scopo di provocare un crollo definitivo del nemico e concludere la guerra entro il Natale del 1944. Pur trattandosi di una grande e complessa operazione combinata, aerea e terrestre, messa in atto a partire dal 17 settembre 1944, il successo della stessa dipendeva dal fatto che tutti i ponti venissero conquistati prima che i tedeschi avessero il tempo di distruggerli o, come avvenne ad Arnhem, di difenderli con successo.

## I due campi prima delle operazioni

### Alleati

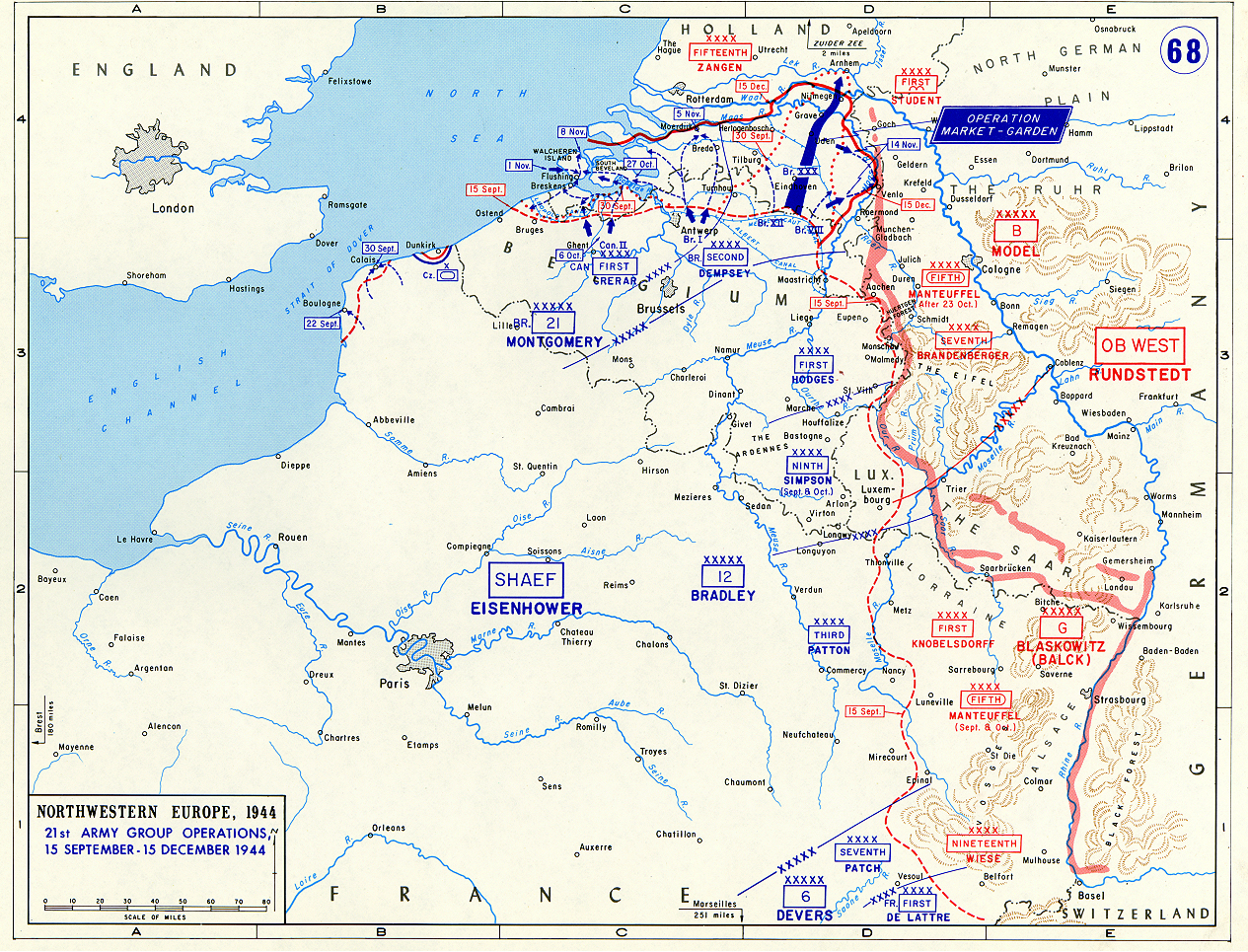
Mappa dell'Europa Nord-Occidentale nel 1944 - Operazioni del 21º Gruppo di Armate dal 15 settembre al 15 dicembre

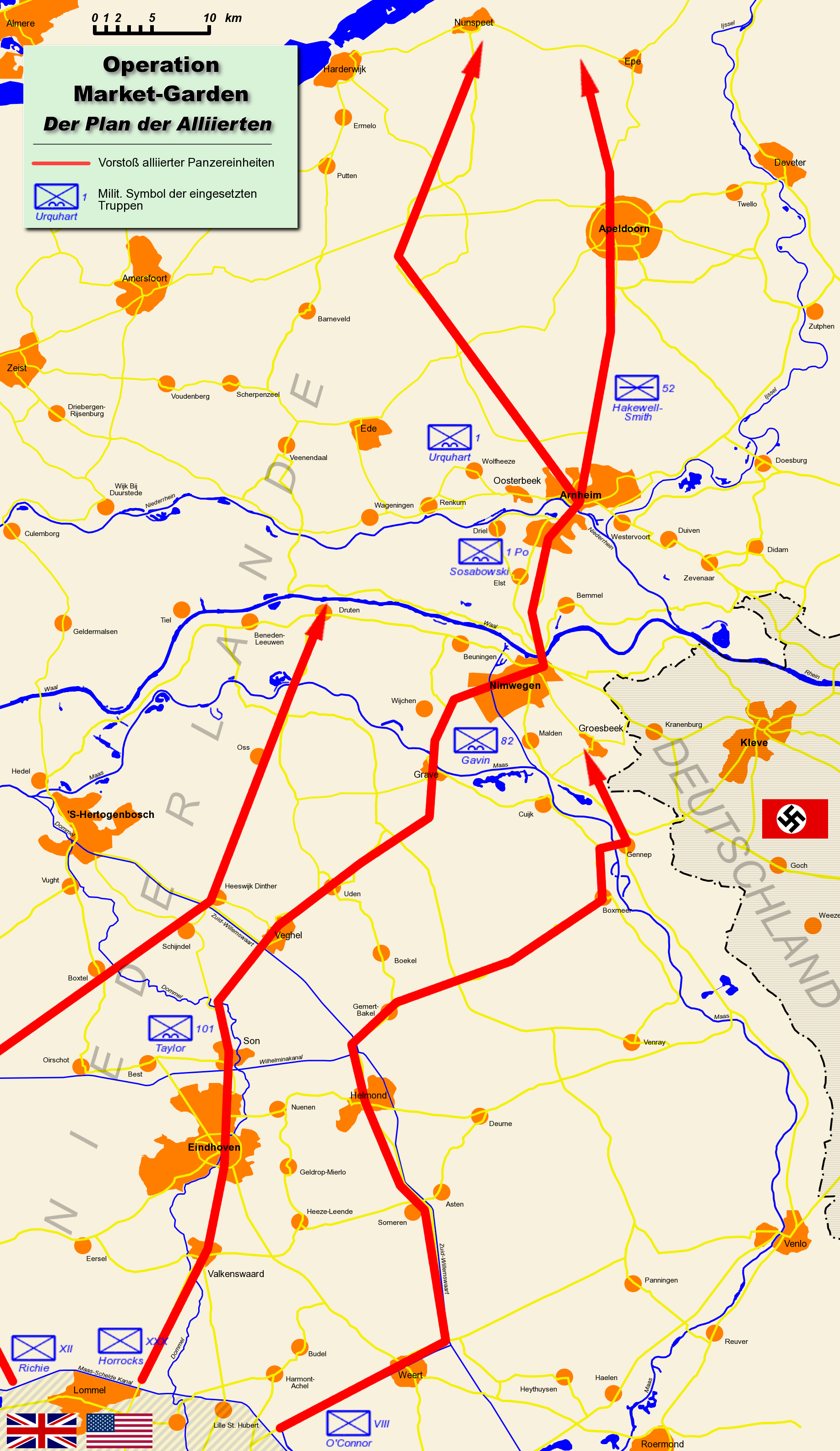
Il piano dell'operazione Market Garden nel suo complesso

Dopo il completo successo della battaglia di Normandia le forze alleate erano arrivate con grande rapidità alla frontiera con il Belgio in anticipo rispetto alla pianificazione iniziale, allungando notevolmente le linee di rifornimento con conseguenti difficoltà nell'approvvigionamento soprattutto di carburante (il cui consumo era enorme nelle armate alleate completamente motorizzate) e quindi con la impellente necessità di disporre di almeno un porto di grandi capacità per sostenere le truppe al fronte.
Peraltro, nei comandi alleati e tra le truppe al fronte si accentuava sempre più un sentimento di superiorità e di ottimismo, di fronte al crollo tedesco nella sacca di Falaise, e anche la convinzione di aver ottenuto ormai la vittoria decisiva da sfruttare con la massima rapidità per concludere la guerra prima della fine del 1944.
Gli Stati Maggiori a Washington, inoltre, premevano con insistenza per utilizzare offensivamente e in modo audace anche le ingenti forze aviotrasportate disponibili, accuratamente addestrate e organizzate; la pianificazione operativa rimaneva ancora confusa (durante i mesi di luglio e agosto numerose operazioni delle truppe aviotrasportate erano state in un primo tempo studiate per poi essere annullate, di fronte agli sviluppi delle operazioni), tuttavia sia il Capo di Stato Maggiore dell'Esercito statunitense, generale George Marshall, sia il comandante delle United States Army Air Forces, generale Henry Arnold, facevano pressioni sul comandante supremo delle forze di spedizione alleate in Europa, generale Dwight Eisenhower, affinché si sfruttasse la situazione e si organizzasse l'impiego anche di queste truppe scelte.
Le valutazioni sulla situazione al fronte e sulle successive operazioni da condurre per ottenere la vittoria definitiva erano in realtà già in corso dalla metà di agosto nel quartier generale alleato: il giorno 13 il generale britannico Bernard Law Montgomery (comandante sul campo di tutte le forze alleate sbarcate in Europa dopo il 6 giugno 1944) suggerì per la prima volta a Eisenhower di organizzare un unico blocco offensivo comprendente soprattutto il XXI Gruppo di Armate anglo-canadese, supportato dalla 1ª Armata statunitense del generale Hodges, e limitando a funzioni di supporto le altre armate statunitensi operanti nella Francia centro-orientale.
L'idea del generale britannico suscitò immediatamente grandi polemiche e grossi contrasti nei comandi alleati; dopo dieci giorni venne faticosamente concordato un compromesso reso ufficiale solamente il 1º settembre, quando Eisenhower assunse direttamente il comando supremo sul campo di tutte le forze alleate (XXI Gruppo di Armate di Montgomery, XII Gruppo di Armate del generale statunitense Omar Bradley e VI Gruppo di Armate del generale Jacob Devers). Con questa nuova organizzazione di comando il generale Eisenhower intendeva assumersi la responsabilità diretta della campagna terrestre e coordinare un'avanzata su due fronti, a nord e a sud, in modo da impiegare anche le potenti e mobilissime armate statunitensi, mentre la tattica originaria di Montgomery mirava a evitare una dispersione di uomini e mezzi, ma indubbiamente era anche studiata per valorizzare al massimo le forze britanniche e il loro comandante.
Dopo numerose discussioni, Eisenhower decise di autorizzare l'avanzata a nord di Montgomery diretta alla rapida conquista di ponti sul Reno con l'ausilio delle truppe scelte aviotrasportate presenti in Inghilterra; tuttavia Bradley si oppose alla concezione operativa di Montgomery diretta a sfondare a nord le linee nemiche nei Paesi Bassi, lungo la costa, su un fronte ristretto, palesando non immotivati dubbi strategici sulla fattibilità del piano e sollecitando da Eisenhower l'autorizzazione a proseguire la sua avanzata più a sud, guidata audacemente dalla 3ª Armata del generale George Smith Patton in direzione della Mosa e della Mosella. Questo non sarebbe stato l'unico caso di astio e di rivalità anche personale tra gli ufficiali alleati; motivata da diversità di concezioni strategiche, da reciproca scarsa considerazione e anche da antichi retaggi storici.
Il 3 settembre, l'11ª Divisione corazzata britannica entrò trionfalmente ad Anversa, il grande porto fluviale belga sull'estuario della Schelda il cui possesso e utilizzo avrebbe risolto tutti i problemi logistici del fronte alleato; ma, in mancanza di ordini espliciti del comando superiore, l'unità meccanizzata non proseguì per liberare gli approcci all'estuario, le cui penisole di Walcheren, Zuid-Beveland e l'allora isola di Noord-Beveland erano saldamente in mano ai tedeschi che si andavano rinforzando con le unità della 15ª armata di Gustav-Adolf von Zangen ed erano dotate di armamento pesante. Pertanto il porto rimase completamente inutilizzabile per il traffico alleato.
Lo stesso 1º settembre, data dell'assunzione diretta del comando supremo da parte di Eisenhower, il generale statunitense trasferì il quartier generale dello SHAEF da Londra a Granville, in Bassa Normandia, a 700 km dal fronte. Tuttavia i piani alleati stavano prendendo forma grazie soprattutto alle direttive di Montgomery che, dopo essere stato promosso maresciallo di campo e aver assunto il comando del XXI Gruppo d'armate (costituito dalla 1ª Armata canadese del generale Crerar e dalla 2ª Armata britannica del generale Miles Dempsey), si preparava a proseguire l'avanzata in profondità in Belgio e Paesi Bassi.
Gli olandesi, che avevano constatato la debolezza e il mediocre morale delle forze tedesche sul loro territorio e che, tramite la resistenza ne avevano dato ampia e dettagliata comunicazione allo SHAEF, premevano per dare inizio alla liberazione e il principe Bernardo dei Paesi Bassi, allora trentatreenne capo delle forze armate dei Paesi Bassi e dipendente direttamente dallo SHAEF, si recò a colloquio con Montgomery per informarlo della sua intenzione di recarsi a Diest, in quel momento quartier generale della Brigata "Principessa Irene", la principale unità dei Paesi Bassi tra le forze di terra alleate situata a 18 km dal fronte.
Montgomery si mostrò poco propenso a credere alle informazioni trasmesse dalla resistenza e accennò a Bernardo l'intenzione alleata di effettuare un'ampia operazione aviotrasportata che precedesse le truppe di terra, ma senza rivelare dettagli né richiedere alcuna collaborazione da parte degli olandesi, che riteneva inaffidabili e disorganizzati.
Le forze aviotrasportate alleate erano state raggruppate nella 1ª Armata aviotrasportata, composta da un corpo d'armata statunitense su due divisioni (82ª e 101ª) e da un corpo d'armata britannico con altre due divisioni paracadutisti (la 1ª e la 6ª) e altri reparti minori, e comandata dal generale Lewis Brereton. Questa unità era stata approntata per altre operazioni pianificate dopo lo sbarco in Normandia che però erano state annullate dato che le truppe di terra avevano raggiunto gli obiettivi prima dell'inizio dell'attacco dall'aria.

### Germania
La Germania nazista del 1944 era in uno stato precario: la campagna a est, che nei progetti di Adolf Hitler doveva assicurare al Paese le grandi risorse atte a renderlo la prima potenza europea e impedire qualsiasi attacco alleato alla Festung Europa, si era trasformata nella principale preoccupazione e fonte di perdite per le forze armate; lo sbarco in Normandia aveva scosso i tedeschi e a distanza di un mese, il 20 luglio, un gruppo di ufficiali aveva anche tentato, senza successo, un complotto con l'intento di uccidere il Führer; le conseguenze del fallimento si erano fatte duramente sentire sullo stato maggiore della Wehrmacht.
Durante la spietata repressione, ordinata da Hitler, circa 5 000 persone erano state uccise, tra congiurati, loro famiglie e personaggi legati al complotto anche indirettamente. Tra queste vi erano anche i feldmarescialli von Kluge e Rommel, entrambi suicidi. Il primo venne sostituito come comandante in capo del fronte occidentale dal feldmaresciallo Walter Model. Kluge, in una lettera di commiato prima del suicidio indirizzata a Hitler, aveva invitato il dittatore a cercare di porre fine a un conflitto ormai senza speranza per la Germania. Coloro che si salvarono dall'arresto dovettero convivere con la paura di essere accusati di disfattismo o di tradimento dall'apparato repressivo nazista, a causa delle nuove inevitabili sconfitte dovute alla superiorità alleata, e alla conseguente inapplicabilità delle direttive hitleriane dirette alla resistenza e al contrattacco.
Nei Paesi Bassi, agli inizi di settembre, la lunga ritirata tedesca si era ormai trasformata in rotta, raggiungendo l'apice il giorno 5, che divenne noto come Dolle Dinsdag (martedì folle). In quel momento, i Paesi Bassi erano praticamente aperti a un facile attacco alleato, che tuttavia non si materializzò immediatamente, sia per i problemi di rifornimento, sia per mancanza di informazioni chiare sulla situazione critica dei tedeschi.
Mentre filo-nazisti olandesi ritiravano i loro risparmi dalle banche e iniziavano un esodo, la resistenza si preparava all'insurrezione armata. Tra gli occupanti tedeschi e i membri del NSB scoppiò il panico; molti documenti furono distrutti in tutta fretta e più di 30 000 membri scapparono dai Paesi Bassi in Germania portando con loro le proprie famiglie.
Il pomeriggio del 4 settembre il feldmaresciallo Gerd von Rundstedt venne convocato da Hitler, che gli riaffidò il comando del fronte occidentale come Oberbefehlshaber West. Sostituito da Rundstedt, il feldmaresciallo Model venne comunque mantenuto al comando del Gruppo d'armate B, nonostante Rundstedt avesse una mediocre considerazione delle qualità militari del più giovane subordinato. Le unità tedesche erano in ritirata oltre l'estuario della Schelda, e si erano verificati diversi casi di diserzione, che erano stati duramente repressi dai tribunali militari.

## Piani di battaglia
(Affermazione del generale britannico Frederick Browning rivolta al maresciallo Montgomery prima dell'inizio dell'operazione Market Garden)

### Alleati

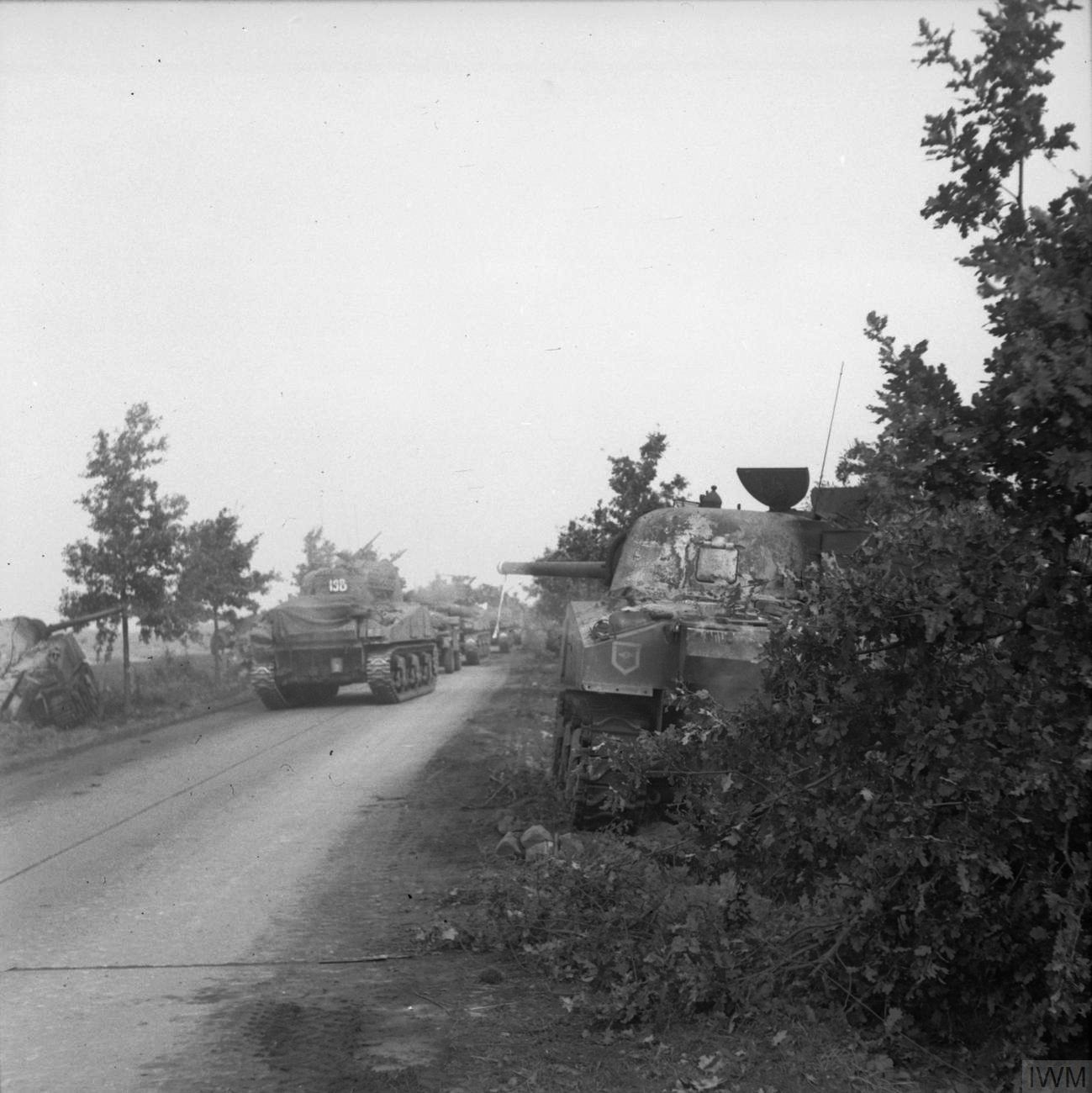
Carri M4 Sherman del reggimento delle Irish Guards, comandato dal colonnello Vandeleur, avanzano il 17 settembre sull'unica strada per Nimega tra i relitti di altri Sherman distrutti precedentemente

Alcuni reparti alleati avevano continuato a inseguire i tedeschi in fuga, proseguendo la marcia attraverso il Belgio in direzione del confine dei Paesi Bassi. Il 10 settembre la Divisione corazzata Guardie, sotto il comando del generale Allan Adair, rese sicura la sponda meridionale del canale Mosa-Schelda, dove un importante ponte era rimasto fortunosamente intatto. Il ponte - subito ridenominato "ponte di Joe" dal nome del colonnello Joe Vandeleur, comandante del reggimento delle Irish Guards della Divisione corazzata britannica delle Guardie - venne scelto come punto di partenza per l'assalto via terra nell'ardua operazione di avanzata in profondità nei Paesi Bassi.
Nello stesso giorno, Eisenhower incontrò Montgomery a Bruxelles e riuscì a convincerlo a rinviare l'avanzata, offrendo in cambio un maggior numero di rinforzi che avrebbero rafforzato le truppe di Montgomery. L'accordo comprendeva che, parallelamente alle forze di terra, sarebbero entrate in azione anche le unità aviotrasportate disponibili.
Il piano, con nome in codice "Market Garden", era in realtà diviso in due parti, proprio a indicare l'avanzata simultanea delle truppe di aria e di terra: "Market" riguardava l'impiego dei paracadutisti, "Garden" quello delle truppe di terra.

#### Operazione Market

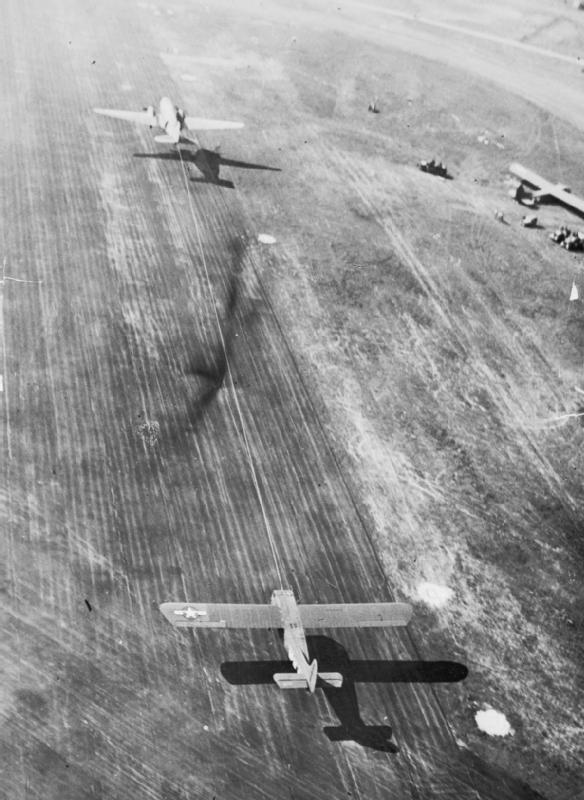
Un C-47 Dakota al decollo con un aliante Waco CG-4A Haig al traino il 17 settembre 1944

L'ideatore del piano "Market" fu il generale Lewis H. Brereton, comandante in capo della 1ª Armata aviotrasportata alleata, che riuscì a prepararlo in poco tempo (una settimana) a partire dal 10 e a renderlo definitivo per il 17 settembre. Ciò fu possibile anche per il fatto che le altre operazioni annullate avevano fornito una notevole esperienza tecnica nello staff di Brereton, e che proprio una di queste, l'operazione "Comet", era stata progettata proprio per la zona di Arnhem (una città dei Paesi Bassi della Gheldria) e prevedeva l'impiego della 1ª Divisione aviotrasportata britannica e della brigata polacca.
L'intento era quello di utilizzare tutti i velivoli disponibili e trasportare gli uomini nei Paesi Bassi a ondate, una al giorno per almeno tre giorni, coperti dai caccia e dai bombardieri, anche se questo avrebbe significato privare le ondate successive dell'effetto sorpresa.
Sfortunatamente in quel periodo non era possibile addentrarsi oltre la Manica di notte, a causa della completa oscurità del novilunio. L'insieme delle forze aeree complessive di Brereton ammontava a 1 300 velivoli C-47 Dakota, 250 Armstrong Whitworth AW.41 Albemarle, Handley Page Halifax e Short S.29 Stirling, e 2 500 alianti, che sarebbero partiti da 24 aeroporti. Circa 1 500 caccia avrebbero scortato i trasporti e l'impiego complessivo sarebbe stato di oltre 5 000 velivoli se si comprendevano quelli destinati a manovre diversive come il lancio di fantocci su altre zone per richiamare l'attenzione tedesca altrove.
I 35 000 uomini delle unità che sarebbero state lanciate vennero messe sotto il comando del generale Frederick Browning, comandante del I Corpo aviotrasportato britannico, vista anche la sua conoscenza di quella parte del piano, basata sulla divisione britannica e la brigata polacca, praticamente identica all'appena annullata operazione "Comet". La scelta di Browning non andò molto a genio agli statunitensi, tra cui figurava anche James Maurice Gavin, e anche per molti britannici sarebbe stato meglio designare come comandante lo statunitense Matthew Ridgway, a loro giudizio più capace e con più esperienza.
Lo staff di Brereton mise a punto una strategia il cui scopo era quello di impadronirsi dei ponti principali appartenenti alle tre città dei Paesi Bassi con almeno 90 000 abitanti: Eindhoven, Nimega e Arnhem. In una discussione del piano di battaglia Browning chiese a Montgomery quanto tempo ci avrebbero messo i mezzi corazzati a raggiungere Arnhem. Montgomery rispose due giorni; Browning affermò: possiamo tenerlo per quattro; "ma, signor Maresciallo, temo che quell'ultimo ponte sia un po' troppo lontano". L'operazione si sviluppava su 102 km partendo dal confine tra Belgio e Paesi Bassi fino ad Arnhem, con il suo ponte sul basso Reno; senza la conquista di "quell'ultimo ponte" l'operazione sarebbe in pratica fallita. Per la riuscita dell'operazione la visibilità aerea era molto importante e i lanci si sarebbero dovuti effettuati necessariamente di giorno, visto che era periodo di novilunio. I meteorologi diedero un responso positivo per il 17 settembre, data in cui il clima sarebbe migliorato per circa 48 ore: quel giorno venne scelto come D-Day delle operazioni.

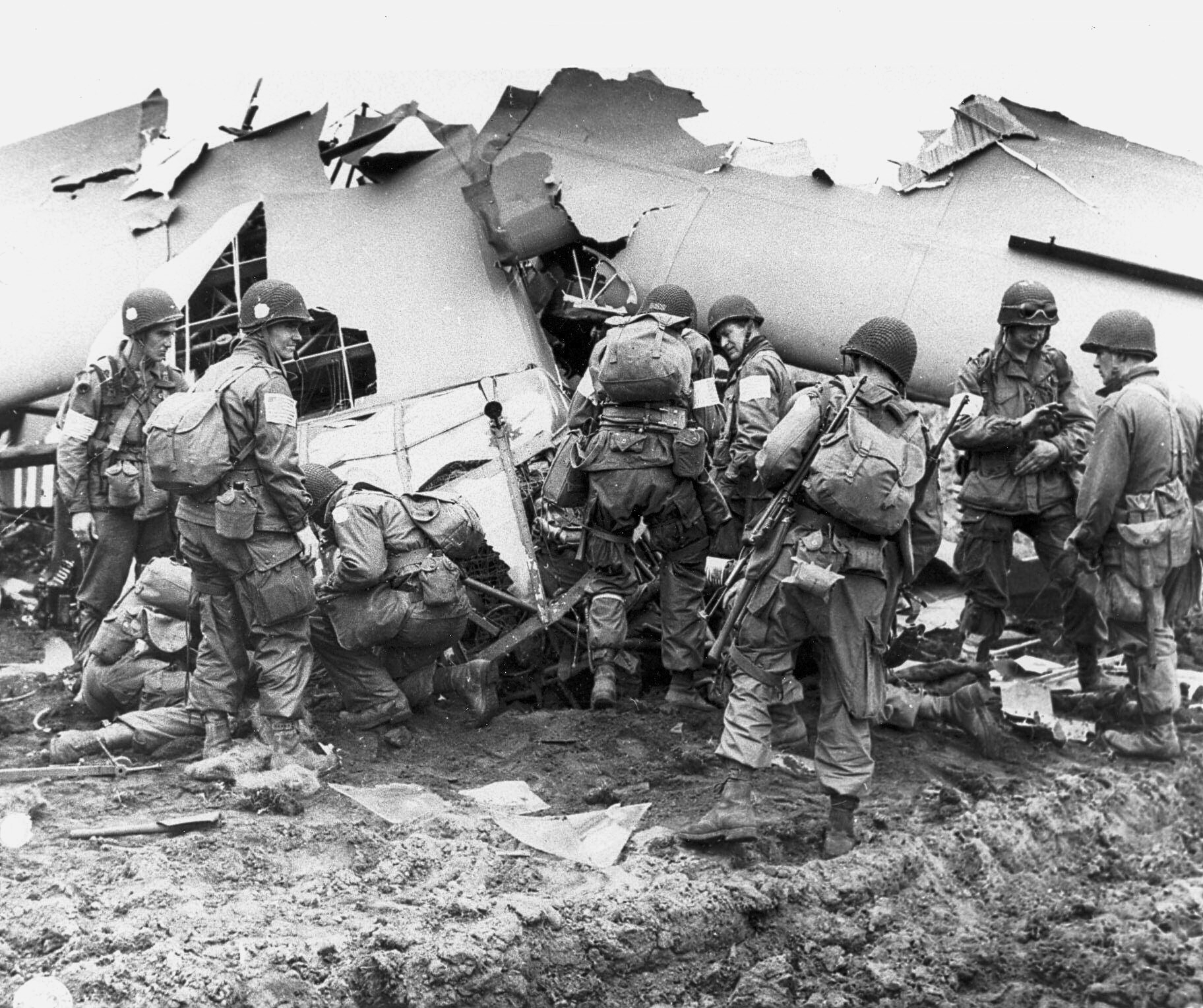
Paracadutisti della 101ª nei Paesi Bassi ispezionano un aliante precipitato

Dopo essere stata lanciata a nord di Eindhoven, la 101ª Divisione Aviotrasportata statunitense del generale Maxwell Taylor avrebbe dovuto avanzare verso nord lungo il fiume Aa e conquistare il ponte sul canale Guglielmo a Veghel. Successivamente, gli uomini di Taylor avrebbero piegato a sud e avrebbero occupato il ponte di St. Oedenrode, sul fiume Dommel, e quello di Son, sul canale Guglielmina. Infine, a sera inoltrata, sarebbero dovuti entrare a Eindhoven.
Allo stesso modo, l'82ª Divisione Aviotrasportata statunitense, sotto il comando del generale James Maurice Gavin, avrebbe seguito un piano tattico simile a quello della 101ª. Lo spionaggio alleato aveva ritenuto molto probabile una concentrazione nemica nei pressi di Kleve, diversi chilometri a est di Nimega, e perciò l'82ª avrebbe dovuto essere paracadutata più a ovest, a Groesbeek, una zona boscosa conosciuta per le sue alture che potevano raggiungere un massimo di 100 m. Una volta preso il controllo di Groesbeek, l'82ª si sarebbe diretta a ovest verso Grave per conquistare il ponte sulla Mosa e sul Canale Mosa-Waal. Se tutto fosse andato secondo i piani, gli uomini di Gavin avrebbero quindi puntato su Nimega e si sarebbero diretti al ponte principale sul Waal.
Apparentemente più semplice era l'obiettivo della 1ª Divisione Aviotrasportata britannica, i Red Devils (Diavoli Rossi). Dopo un aviosbarco a ovest di Arnhem, il generale "Roy" Urquhart avrebbe guidato gli uomini verso il ponte stradale lungo il basso Reno (senza dimenticare la necessità di conquistare anche il ponte ferroviario e un ponte di barche poco distante dai primi due). In realtà, la presenza di forze nemiche in questa zona era ancora più probabile che a Kleve e per di più Urquhart avrebbe necessariamente dovuto attraversare tutta la città di Arnhem prima di poter raggiungere il ponte.
La resistenza olandese aveva comunicato l'informazione relativa alla possibile presenza in zona di elementi di due divisioni Waffen-SS, ma lo stato maggiore britannico non ne tenne conto. L'aviosbarco dei reparti britannici sarebbe avvenuto in tre giorni: il primo giorno sarebbero arrivate il grosso della 1ª brigata alianti del generale Philip "Pip" Hicks e la 1ª brigata paracadutisti del generale Gerald Lathbury, che avrebbero dovuto occupare il ponte e presidiare le aree di sbarco per i rinforzi. Il giorno seguente sarebbe arrivata la 4ª brigata paracadutisti del generale Hackett e il resto della 1ª brigata alianti. Il motivo per cui parte della brigata di Hicks sarebbe arrivata il giorno dopo è che 36 aerei dovevano essere utilizzati per trasportare il quartier generale di Browning, che atterrò nella zona della 82ª.
Nel terzo giorno era programmato l'arrivo della brigata paracadutisti polacca di Sosabowski, sul terreno immediatamente a sud del ponte stradale che non sarebbe stato possibile utilizzare il primo giorno. Sosabowski, già professore all'Accademia di guerra polacca, era molto dubbioso sull'esito dell'impresa. Anche Urquarth era molto perplesso sulla necessità di lanciare le truppe in zone distanti da 10 a 15 km dall'obiettivo per non interferire con le operazioni di lancio della 82ª a Nimega e non far passare gli aerei da trasporto dopo il lancio nei pressi dell'aeroporto tedesco di Deelen, a 12 km a nord di Arnhem, che era ben dotato di difese antiaeree potenzialmente pericolose per i velivoli alleati.

#### Operazione Garden

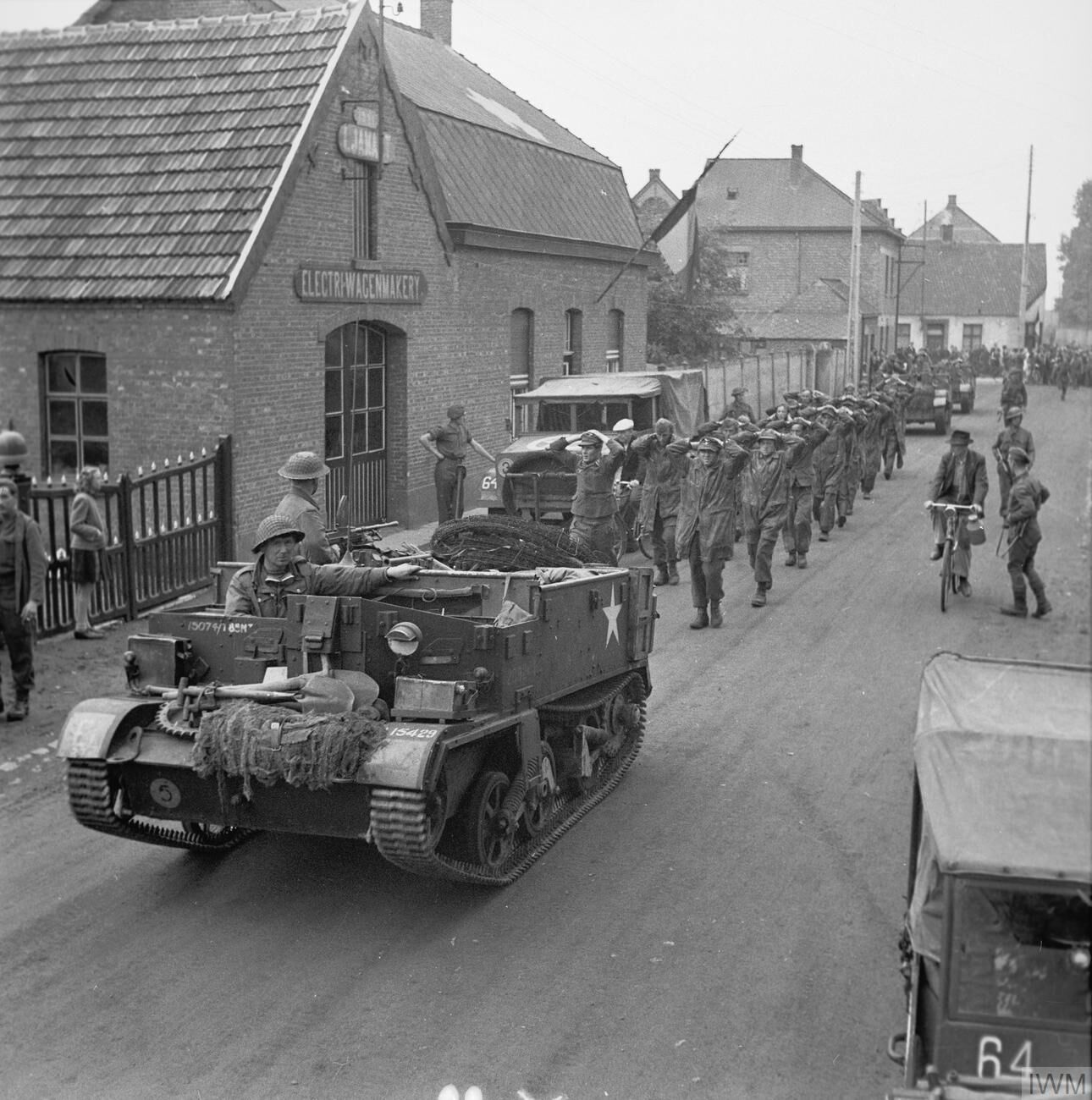
Un Bren Gun Carrier con soldati britannici e contrassegni statunitensi scorta una colonna di prigionieri tedeschi

Il piano originario di Montgomery, dopo l'approvazione di Eisenhower, veniva ora pienamente supportato dal comando alleato, consentendo piena autonomia operativa al generale britannico. Montgomery organizzò rapidamente le sue forze, affidando il compito offensivo principale al XXX Corpo d'armata del generale britannico Brian Horrocks, che dal 4 settembre aveva iniziato a muovere verso il Belgio inseguendo i tedeschi. Coadiuvata dal XII e dall'VIII Corpo, rispettivamente al comando dei generali Neil Ritchie (alla sua sinistra) e Richard O'Connor (alla sua destra), la forza di Horrocks sarebbe avanzata a nord lungo la strada che, dal cosiddetto "ponte di Joe" sul canale Mosa-Schelda, conduceva a Eindhoven, Grave, Nimega e Arnhem, ribattezzata "Club Route", la strada di fiori (nelle carte da poker i fiori in inglese sono clubs).
Il piano era tanto semplice quanto strettamente legato al rispetto della tabella di marcia. Poiché le divisioni aviotrasportate erano dotate di armamento leggero e di poca artiglieria e armi anticarro, non era previsto che tenessero le posizioni per più di 48 ore. Entro quel tempo, il XXX Corpo doveva coprire i 102 km fino ad Arnhem superando i ponti che erano obiettivo delle Screaming Eagles della 101ª statunitense, poi quelli sulla Mosa, sul canale Mosa-Schelda e sul Waal a Nimega che erano l'obiettivo dell'82ª statunitense, e infine i tre ponti (uno di barche, uno ferroviario e il grande ponte stradale) ad Arnhem che erano di competenza dei Red Devils britannici.
L'idea di fondo era quella di «stendere un tappeto di truppe aviotrasportate per farci passare le truppe di terra», come disse Browning durante una riunione, ma il meno ottimista maggior generale Urquarth, capo dell'ufficio informazioni della 1ª armata aviotrasportata, domandò in risposta se il tappeto doveva essere formato da truppe aviotrasportate vive o morte.
Il problema di far passare 20 000 uomini su una sola strada stretta e fiancheggiata da paludi per buona parte del percorso non prendeva in considerazione la possibilità di ritardi e presumeva una scarsissima resistenza da parte tedesca a parte qualche unità della riserva, con la facile cattura dei ponti intatti e la sicura protezione del corridoio dai contrattacchi tedeschi provenienti da est. In effetti, vi erano anche delle unità del genio pontieri pronte a intervenire in caso di necessità, ma ovviamente con una perdita di tempo proporzionale alla larghezza del corso d'acqua da superare.
A questi dubbi si aggiunse quello di Francis Wilfred de Guingand, capo di stato maggiore del XXI Gruppo d'armate e al momento ricoverato in Inghilterra per una malattia, il quale osservò che l'operazione arrivava troppo tardi per sfruttare lo sbandamento tedesco e che il margine di manovra del XXX Corpo d'armata era troppo limitato. Montgomery non gli diede ascolto, e proseguì deciso a eseguire il piano, in parte per rifarsi con una smagliante vittoria dallo smacco subito con l'assunzione direttamente da parte di Eisenhower del comando di tutte le forze terrestri alleate, e anche per giocare un ruolo decisivo nella vittoria finale sulla Germania.
In realtà l'informazione essenziale della presenza ad Arnhem del II Panzerkorps SS era nota agli Alleati tramite le intercettazioni di Ultra, ma la necessità di non svelare la fonte portò a inoltrare allo SHAEF notizie parziali, che vennero ulteriormente minimizzate da Montgomery, e comunque vennero ritenuti più attendibili i riscontri della fotoricognizione che non rilevava la presenza di numerosi mezzi corazzati nell'area.
Vennero anche preparati i piani per l'aerocooperazione, che assegnavano come supporto aereo ravvicinato alle truppe di terra e anche ai paracadutisti vari reparti di cacciabombardieri Typhoon, Mustang e Thunderbolt, i quali avrebbero però dovuto operare solo ed esclusivamente su chiamata diretta da parte delle truppe di terra. Il 16 settembre il piano venne ufficialmente attivato per il giorno successivo.
Alla fine, a parte la cattura di alcuni ponti, nulla di quanto ottimisticamente pianificato si sarebbe verificato poi concretamente.

### Germania
La situazione tedesca era molto preoccupante. Circa 82 000 uomini, 46 000 veicoli e 530 cannoni, che costituivano la 15ª Armata del generale Gustav-Adolf von Zangen, erano in ritirata verso i Paesi Bassi dal Canale Mosa-Schelda dai primi di settembre. Prima dell'inizio della grande operazione alleata le uniche forze che Model poteva mettere in campo erano costituite dai resti della 7ª Armata che stavano ripiegando e dalla 719ª Divisione costiera, formata da truppe anziane e mal equipaggiate, prive di qualunque esperienza di combattimento.
Assolutamente insignificante era la presenza della Luftwaffe; i velivoli alleati dominavano con facilità i cieli d'Europa. Inoltre il sistema di spionaggio tedesco non era solo inefficace, dal momento che il codice Enigma era stato decifrato, ma anche inefficiente a tal punto da non riuscire a identificare correttamente le unità britanniche e statunitensi presenti al di là del confine dei Paesi Bassi.
In questa situazione Model diede ordine alle due divisioni corazzate SS, la 9. SS-Panzer-Division Hohenstaufen e la 10. SS-Panzerdivision "Frundsberg", raggruppate nel II SS-Panzerkorps, di ripiegare proprio ad Arnhem (considerata paradossalmente un'area tranquilla al di fuori dei possibili obiettivi offensivi alleati) per essere riorganizzate e ricostituite con calma; ne era tuttavia previsto lo spostamento successivo verso la Germania proprio negli stessi giorni dell'attacco alleato. La Frundsberg aveva in quel momento 3 500 uomini, la Hohenstaufen 6 000, su un organico standard di 9 000 uomini; entrambe erano dotate di carri medi, di tipo Panzer IV o Panzer V Panther, in numero non elevato e di un reggimento antiaereo con alcuni Flakpanzer IV Ostwind, di un battaglione da ricognizione e di un reparto di semoventi anticarro. Parte di questi era distaccata in kampfgruppe che appoggiava la 7ª e la 15ª Armata.

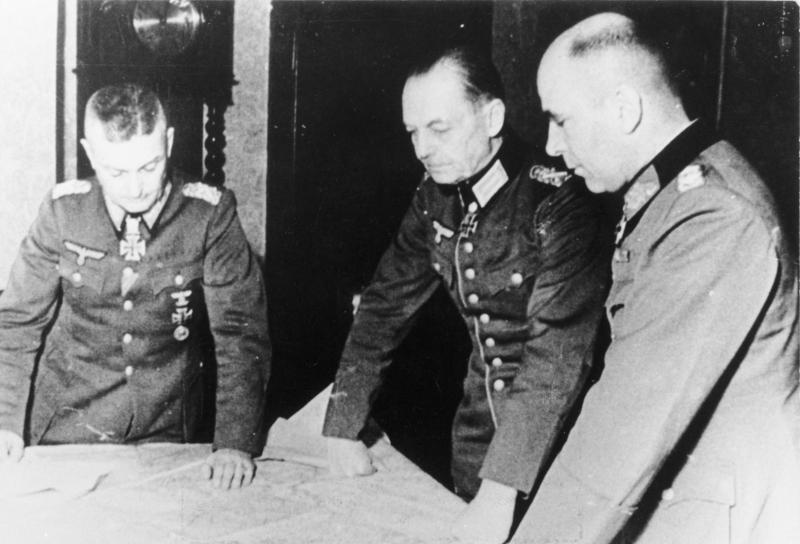
Model, von Rundstedt e Krebs nel novembre 1944

Model diede disposizioni affinché il territorio dei Paesi Bassi orientali fosse presidiato e difeso, allo scopo di contenere una possibile manovra alleata (su cui gli strateghi tedeschi avevano continuato a discutere per giorni). I comandi tedeschi si aspettavano due manovre: la prima considerava uno sbarco alleato di una 4ª Armata britannica (in realtà inesistente) sulle coste dei Paesi Bassi, con l'obiettivo di accerchiare la 15ª Armata tedesca di von Zangen; la seconda prevedeva una manovra a tenaglia sulla regione della Ruhr, dove il XXI Gruppo di armate di Montgomery avrebbe puntato a nord verso Wesel e la 1ª Armata statunitense di Hodges a sud lungo il Reno.
Agli strateghi tedeschi, in particolare a von Rundstedt e Model, una cosa sola sembrava chiara: l'appoggio della 1ª Armata aviotrasportata alleata a supporto delle operazioni di terra, visto che le truppe paracadutiste non venivano più utilizzate in operazioni dallo sbarco in Normandia, e non figuravano impegnate a terra, evidentemente perché impegnate nella preparazione di un'altra operazione d'assalto aereo.
Durante la formazione di altri kampfgruppe, l'arrivo dei rimpiazzi e periodi di addestramento nei giorni precedenti al 17 settembre, il generale Wilhelm Bittrich, comandante del II Corpo corazzato SS, inviò il generale di brigata Heinz Harmel a Berlino per richiedere rinforzi. Nessuno aveva previsto che il giorno 17 gli Alleati avrebbero attaccato.
Quanto a Hitler, ben lontano dal rinunciare alla lotta, fin dai primi di settembre, nonostante la situazione catastrofica al fronte, aveva ipotizzato addirittura ambiziose e irrealistiche controffensive dirette principalmente a contrattaccare la temuta 3ª Armata di Patton, spintasi audacemente oltre la Mosa e la Mosella in direzione della Lorena. Pertanto Hitler e l'OKW, sottovalutando le possibilità offensive alleate nel settore settentrionale del fronte e considerando molto più pericolosa l'avanzata statunitense, avevano concentrato la maggior parte delle riserve corazzate (quattro nuove e inesperte Panzer-Brigaden) nel Gruppo d'armate G del generale Blaskowitz schierato a sud, per sferrare un contrattacco contro Patton.

## Forze in campo
L'ordine di battaglia è alquanto complesso, visto che durante lo svolgimento delle operazioni i tedeschi chiamarono in campo unità della riserva dal territorio nazionale e anche allievi di scuole militari, provenienti dal Wehrkreis VI (distretto militare VI), oltre a unità della Kriegsmarine e della Luftwaffe (soprattutto batterie FlaK aggregate ai kampfgruppe). Alcune unità non vennero impiegate, sebbene previste e tenute in allerta, come la 52ª Divisione di fanteria britannica Lowlands, per il mancato conseguimento degli obiettivi.

### Ordine di battaglia alleato
Comando Supremo della Forza di Spedizione Alleata (SHAEF)

Comandante supremo: generale Dwight Eisenhower

Vicecomandante supremo: maresciallo dell'aria Sir Arthur Tedder

Capo di stato maggiore: generale Walter Bedell Smith
12º Gruppo di Armate

Comandante: generale Omar Bradley
- 1ª Armata statunitense (generale Courtney Hodges)
  - XIX Corpo d'Armata (generale Charles Corlett)
    - 2ª Divisione corazzata
    - 30ª Divisione di fanteria
    - 7ª Divisione corazzata
    - 29ª Divisione fanteria
    - 113º Gruppo cavalleria

21º Gruppo di Armate

Comandante: maresciallo di campo Bernard Montgomery

Capo di stato maggiore: generale F. W. De Guingand
- 2ª Armata britannica (generale Sir Miles Dempsey)
  - XII Corpo d'Armata (generale N. M. Ritchie)
    - 7ª Divisione corazzata (generale G. L. Verney)
    - 15ª Divisione scozzese (generale C. M. Barber)
    - 53ª Divisione gallese (generale R. K. Ross)

  - VIII Corpo d'Armata (generale Sir Richard O'Connor)
    - 11ª Divisione corazzata (generale G. P. B. Roberts)
    - 3ª Divisione (generale L. G. Whistler)
    - 4ª Brigata corazzata (generale R. M. Carver)
    - 1ª Brigata belga (colonnello B. Piron)

  - XXX Corpo d'Armata (generale Brian Horrocks)
    - 2º Reggimento Household Cavalry
    - Divisione corazzata Guardie (generale A. H. S. Adair)
      - 5ª Brigata Guardie Granatieri Irlandesi (Irish Guards)
      - 32ª Brigata Guardie Gallesi Coldstream (Coldstream Guards)

    - 43ª Divisione Wessex (generale G. I. Thomas)
      - 129ª Brigata: 4º Reggimento Somerset Light Infantry (SLI), 4° e 5° Wiltshire (Wilts)
      - 130ª Brigata: 7º Reggimento Hampshire (Hamps), 4° e 5° Dorsetshire (Dorsets)
      - 214ª Brigata: 7° SLI, 1° Worcestershire Regiment (Worcs), 5° Duke of Cornwall's Light Infantry (DCLI)
      - 8º Battaglione mitragliatrici, Reggimento Middlesex

    - 50ª Divisione Northumbrian (generale D. A. H. Graham)
      - 69ª Brigata: 5º Reggimento East Yorkshire (East Yorks), 6° e 7° Green Howards
      - 151ª Brigata: 6°,8º e 9º Reggimento Durham Light Infantry (DLI)
      - 231ª Brigata: 2º Reggimento Devonshire (Devons), 1° Hamps, 1° Dorsets
      - 2º Battaglione mitragliatrici, Reggimento Cheshire

    - 8ª Brigata corazzata (generale E. G. Prior-Palmer)
    - Reale Brigata dei Paesi Bassi Prinses Irene (colonnello A. de Ruyter van Steveninck)

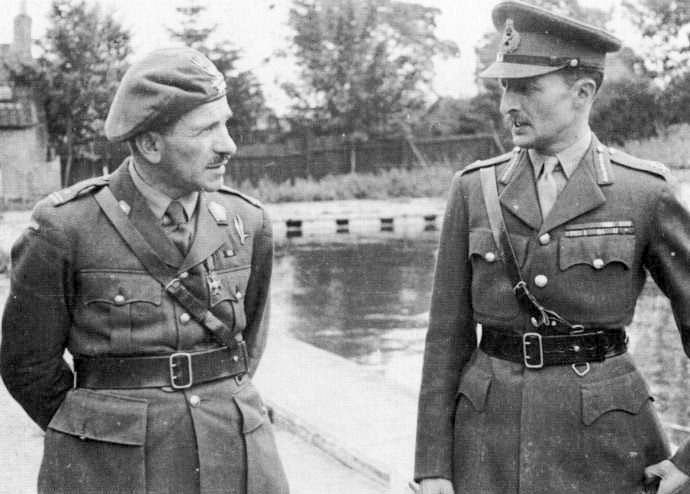
Browning (a destra) e Sosabowski, il comandante della brigata polacca

- 1ª Armata aviotrasportata alleata (generale Lewis Brereton, vice: generale F. A. M. Browning)
  - Unità aeree
    - IX Comando Trasporto Truppe USAAF (generale Paul L. Williams)
      - 52º Stormo: 61º, 313º, 314º, 315º, 316º, 349º Gruppo (Dakota)
      - 53º Stormo: 434º, 435º, 436º, 437º, 438º Gruppo (Dakota)
      - 50º Stormo: 439º, 440º, 441º, 442º Gruppo (Dakota)

    - 38º Gruppo RAF (vice maresciallo dell'aria L. N. Hollinghurst)
      - 190ª, 196ª, 295ª, 299ª, 570ª, 620ª Squadriglia (Short S.29 Stirling)
      - 296ª, 297ª, 298ª, 644ª Squadriglia (Handley Page Halifax/Albemarle)

    - 46º Gruppo RAF (commodoro dell'aria A. L. Fiddament e L. Darvall)
      - 48ª, 233ª, 271ª, 437ª (RCAF, Royal Canadian Air Force), 512ª, 575ª Squadriglia (Dakota)

    - 2ª Forza aerea tattica RAF (maresciallo dell'aria Sir Arthur Coningham)
      - 83º Gruppo RAF (vice maresciallo dell'aria H. Broadhurst)
        - 39º Stormo ricognizione (RCAF) (Supermarine Spitfire)
        - 121º, 122º, 123º, 143º Stormo (Typhoon)
        - 125°, 126° (RCAF), 127° (RCAF) Stormo (Supermarine Spitfire)

      - 2º Gruppo RAF (vice maresciallo dell'aria Basil Embry)
        - 136º, 138º, 140º Stormo (Mosquito)
        - 137º, 139º Stormo (B-25 Mitchell)

    - Difesa Aerea RAF per la Gran Bretagna (maresciallo dell'aria Sir Roderic Hill)
    - Comando Bombardieri RAF (maresciallo capo dell'aria Sir Arthur Harris)
    - Comando Difesa Costiera RAF (maresciallo capo dell'aria Sir Sholto Douglas)
    - 9ª Forza Aerea USAAF (generale Hoyt Vandenberg)
    - 8ª Forza Aerea USAAF (generale James Doolittle)

  - Unità di Terra
    - XVIII Corpo aviotrasportato statunitense (generale Matthew Ridgway)
      - 82ª Divisione aviotrasportata All american (generale James Gavin)
        - 504º Reggimento fanteria paracadutisti
        - 505º Reggimento fanteria paracadutisti
        - 508º Reggimento fanteria paracadutisti
        - 325º Reggimento fanteria alianti
        - 376º Gruppo artiglieria campale paracadutisti
        - 319º Gruppo artiglieria campale alianti
        - 320º Gruppo artiglieria campale alianti

      - 101ª Divisione aviotrasportata Screaming Eagles (generale Maxwell Taylor)
        - 501º Reggimento fanteria paracadutisti
        - 502º Reggimento fanteria paracadutisti
        - 506º Reggimento fanteria paracadutisti
        - 327º Reggimento fanteria alianti
        - 377º Gruppo artiglieria campale paracadutisti
        - 321º Gruppo artiglieria campale alianti
        - 907º Gruppo artiglieria campale alianti

    - I Corpo aviotrasportato britannico (generale F. A. M. Browning)
      - 1ª Divisione aviotrasportata (generale Roy E. Urquhart)
        - 1ª Brigata paracadutisti: 1º, 2º, 3º Reggimento paracadutisti
        - 4ª Brigata paracadutisti: 10º, 11º, 156º Reggimento paracadutisti
        - 1ª Brigata alianti: 1º Reggimento Border, 2º Reggimento South Staffordshire (South Staffs), 7º battaglione del King's Own Scottish Borderers (KOSB)
        - 1º Reggimento leggero aviotrasportato, Royal Artillery
        - 1ª Brigata indipendente paracadutisti polacca (generale Stanislav Sosabowski)
          - 1º, 2º, 3º Battaglione, Reggimento fanteria paracadutisti

      - 52ª Divisione Lowland (generale E. Hakewell-Smith) (non impiegata)
        - 155ª Brigata: 7/9° Royal Scots, 4° KOSB, 6° Highland Light Infantry (HLI)
        - 156ª Brigata: 4/5° Royal Scots Fusiliers, 6° Queen's Own Cameron Highlanders (Cameronians), 1° Glasgow Highlanders
        - 157ª Brigata: 5° KOSB, 7° Cameronians, 5° HLI
        - 7º Battaglione mitragliatrici, Reggimento Manchester
        - Royal Artillery: 79º, 80º, 186º Reggimento campale, 1º Reggimento da montagna
        - 54º Reggimento controcarro

### Ordine di battaglia tedesco
Reichsführer Hauptquartier (RFH)/Oberkommando der Wehrmacht (OKW)

Comandante in capo: Adolf Hitler

Capo di stato maggiore: feldmaresciallo Wilhelm Keitel

Capo delle operazioni: generale Alfred Jodl

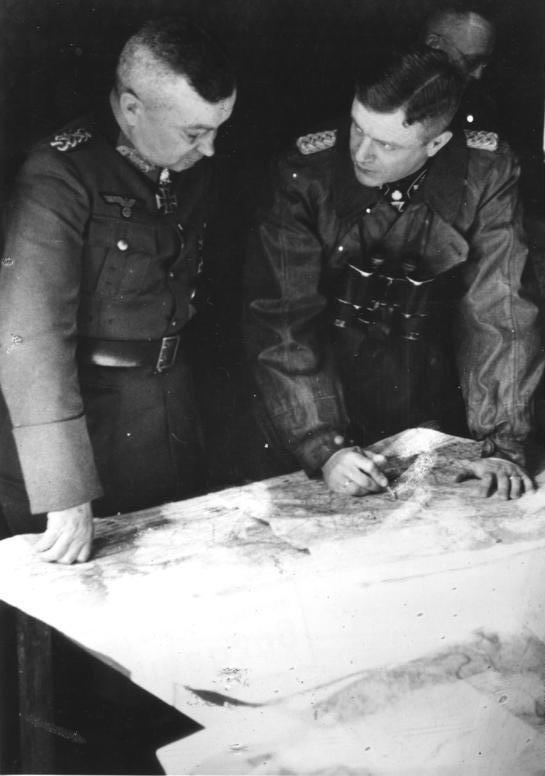
Model e Harmel al quartier generale della SS-Panzerdivision "Frundsberg", in un'immagine scattata pochi giorni dopo la fine della battaglia (4 ottobre)

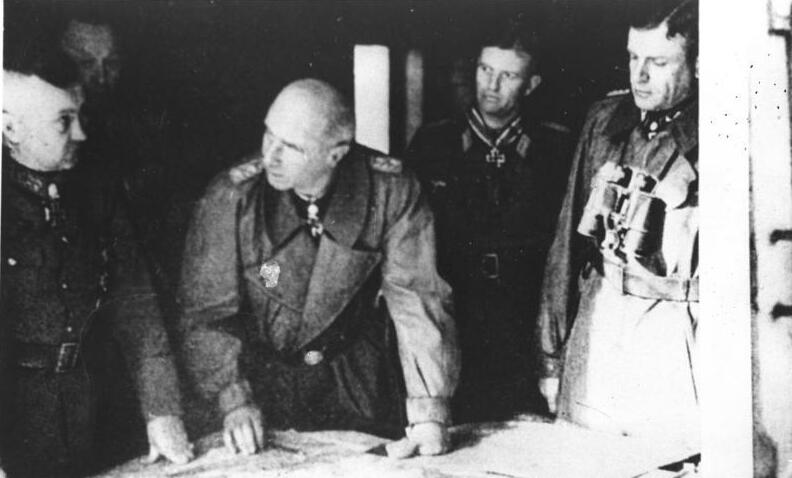
Consiglio di guerra ad Arnhem: da sinistra il feldmaresciallo Walter Model, il Generaloberst Kurt Student, il Generalmajor der Waffen-SS Wilhelm Bittrich, il maggiore Hans Peter Knaust, il Generalmajor der Waffen-SS (titolo errato ma figurante nella foto) Heinz Harmel

- Oberbefehlshaber West (OB West) (feldmaresciallo Gerd von Rundstedt)
- Comando Forze Armate Paesi Bassi (generale (Luftwaffe) Friedrich Christiansen)
- II Corpo Panzer SS (Generalmajor der Waffen-SS (maggior generale SS) Wilhelm Bittrich)
  - 9ª SS-Panzerdivision "Hohenstaufen" (SS-Obersturmbannführer Walter Harzer)
  - 10ª SS-Panzerdivision "Frundsberg" (SS-Brigadeführer Heinz Harmel)
  - S.S. Panzergrenadier Bataillon 16 (Sturmbannführer Sepp Krafft) - reparto di addestramento indipendente, poi collegato al II Panzerkorps, infine Kampfgruppe Krafft, rinforzato da due reggimenti di marina, una compagnia di polizia e 10 StuG IIIg dello StuG Abteilung 280, alla data del 19 settembre (600 uomini iniziali)[42][45]
- Kampfgruppe von Tettau (tenente generale Hans von Tettau), formato il 17 settembre in risposta agli aviosbarchi alleati ad Arnhem e dipendente dal Comando Paesi Bassi
  - S.S. Schule Arnheim - scuola sottufficiali SS (colonnello Lippert), 3 000 uomini su tre battaglioni
  - S.S. Polizei Schule (600 uomini)
  - S.S. Training and Replacement Bataillon 4
  - S.S. Wach Bataillon 3 (600 uomini)
  - Schiffsturm Abteilung 10 (Marina, 600 uomini)
  - Schiffsturm Abteilung 6/14 (Marina, 600 uomini)
  - Fliegerhorst Bataillon 2 (Luftwaffe, 600 uomini)
  - Fliegerhorst Bataillon 3 (Luftwaffe, 600 uomini)
  - Artillerie Regiment 184 (450 uomini)
  - Regiment 42 Sicherheit
  - S.S. Bataillon Eberwein (dal 19 settembre)
  - KG Knoche (su 3 battaglioni di fanteria per 1 200 uomini e due battaglioni FlaK della Luftwaffe)
  - Reggimento addestramento Divisione Hermann Goering (colonnello Waldemar Kluge, su 1 800 fanti, un battaglione corazzato e una batteria FlaK da 20mm dell'aeroporto di Deelen), posto sotto il KG Von Tettau il 18 settembre
- Gruppo di Armate B (feldmaresciallo Walther Model)
  - 15ª Armata (generale Gustav von Zangen)
    - LXVII Corpo d'Armata (generale Otto Sponheimer)
      - 346ª Divisione di fanteria (generale Erich Diester)
      - 711ª Divisione statica di fanteria (generale Josef Reichert)
      - 719ª Divisione difesa costiera (tenente generale Karl Sievers)

    - LXXXVIII Corpo d'Armata (tenente generale Hans Reinhard)
      - Kampfgruppe Chill (tenente generale Kurt Chill) con 1 650 fanti su 3 battaglioni, un battaglione anticarro con 7 pezzi da 75mm e un reggimento di artiglieria con 5 pezzi da 105 mm e 3 da 150 mm
      - 59ª Divisione di fanteria (tenente generale Walter Poppe)
      - 245ª Divisione di fanteria (colonnello Gerhard Kegler)
      - 712ª Divisione statica di fanteria (generale Friedrich-Wilhelm Neuman)

  - 1ª Armata paracadutisti (Generaloberst (colonnello generale) Kurt Student)
    - LXXXVI Corpo d'Armata (generale Hans von Obstfelder)
      - 176ª Divisione di fanteria (colonnello Christian Landau)
      - Kampfgruppe Walther
      - 6º Reggimento paracadutisti (colonnello Friedrich Freiherr von der Heydte)
      - 107ª Brigata corazzata (maggiore Berndt-Joachim Freiherr von Maltzahn)
      - Divisione Erdmann (generale Wolfgang Erdmann)

    - II Corpo paracadutisti (generale Eugen Meindl)
    - XII Corpo d'Armata SS (generale Kurt von Gottberg)
      - 180ª Divisione di fanteria (generale Bernard Klosterkemper)
      - 190ª Divisione di fanteria (generale Ernst Hammer)
      - 363ª Divisione Volksgrenadier (Generalleutnant Augustus Dettling)

  - Wehrkreis VI
    - Corpo d'Armata Feldt (generale Kurt Feldt)
      - 406ª Divisione Landesschützen (generale Scherbening)

  - Luftwaffe Ovest (direttamente sotto la Luftflotte Reich)

## L'inizio delle operazioni

### La traversata alleata (16-17 settembre)

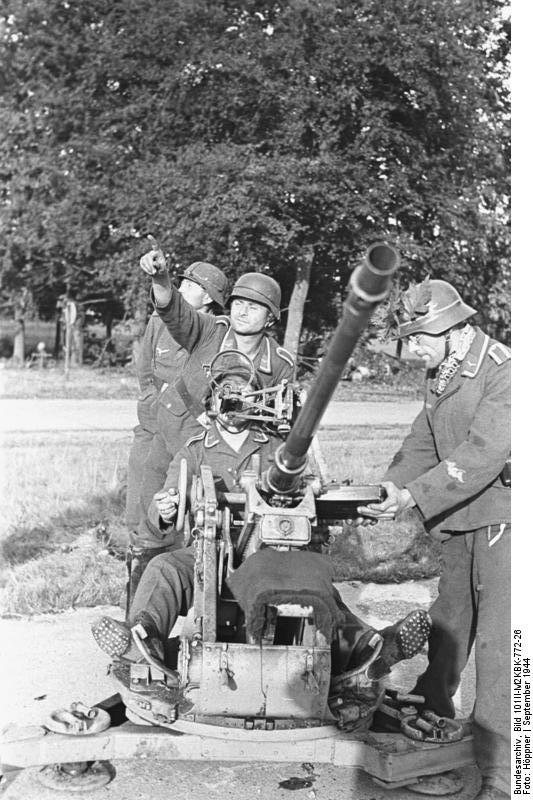
Un cannone 2 cm FlaK tedesco con i serventi a contrasto dei paracadutisti britannici ad Arnhem

Alle ore 23:00 del 16 settembre, orario britannico – ovvero orario locale olandese meno un'ora – l'operazione Market ebbe ufficialmente inizio. I bombardieri iniziarono a colpire la strada che da Eindhoven portava a Nimega e Arnhem. Tutte le 117 postazioni della contraerea tedesca, molte delle quali evacuate ancora prima di subire il bombardamento, vennero ripetutamente raggiunte.
La prima ondata vide 200 bombardieri Lancaster e 23 Mosquito sganciare 890 tonnellate di bombe sugli aeroporti militari tedeschi dei Paesi Bassi settentrionali, un'operazione che si ripeté lungo tutte le postazioni e le basi aeree a Eindhoven, Ede, Nimega, Wesel e Kleve per le 24 ore successive. Le 1 340 sortite dei bombardieri vennero appoggiate da 1 440 caccia. Fra i luoghi colpiti vi fu il manicomio di Wolfheze, vicino ai quali si trovavano alloggiati soldati tedeschi, dove un'incursione di bombardieri B-26 Marauder causò circa novanta vittime tra i degenti.

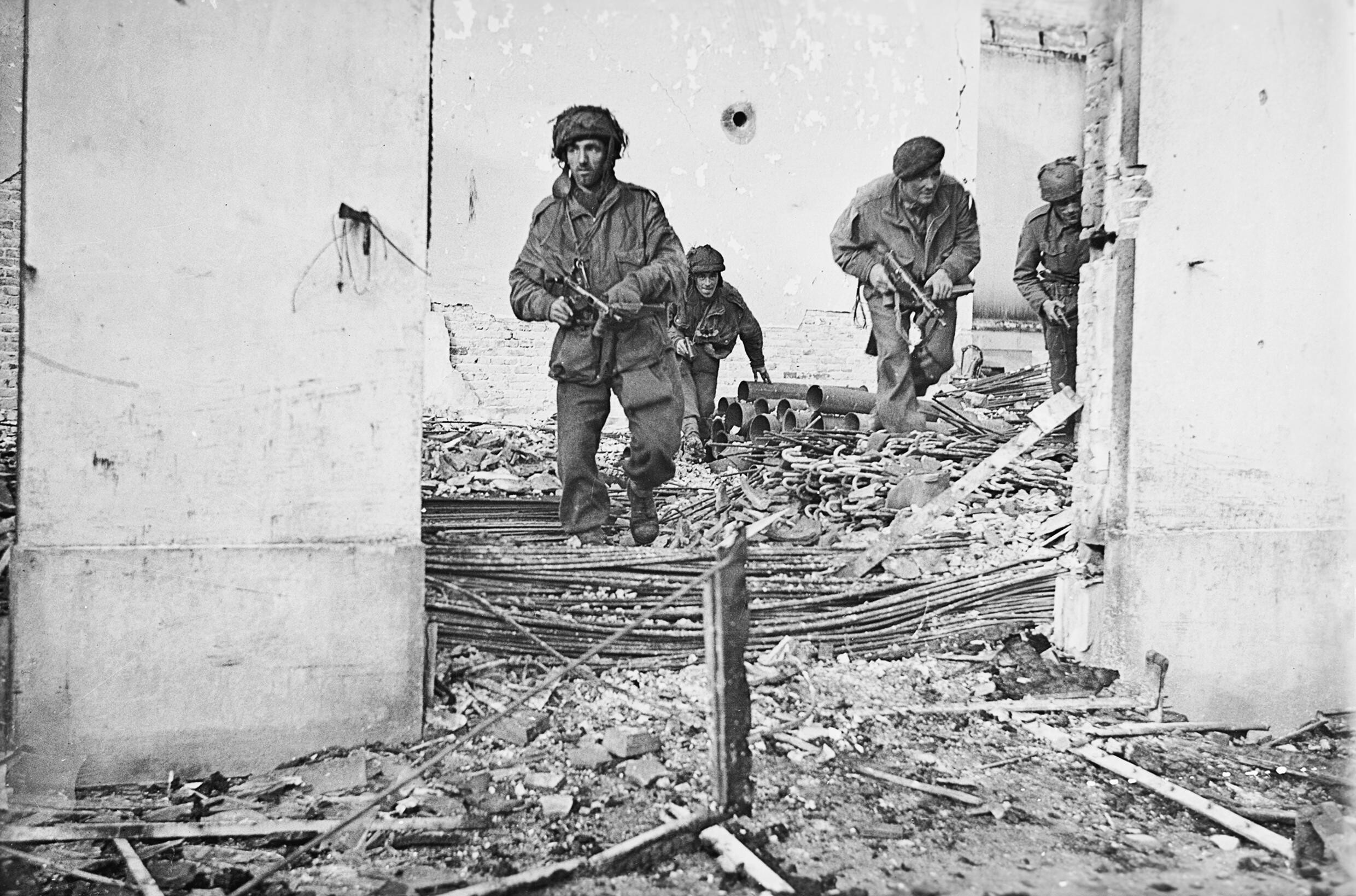
Paracadutisti britannici nei pressi di Oosterbeek

Alle 8:00 del 17 settembre venne disposta una pausa per le incursioni di bombardieri e caccia, che ora avrebbero dovuto fornire soprattutto appoggio per i velivoli da trasporto; su ogni rotta erano disposte numerose imbarcazioni di salvataggio per ripescare gli equipaggi ammarati. Le truppe iniziarono a imbarcarsi; riguardo ai velivoli si dispose la precedenza agli alianti, più lenti, seguiti dai Dakota e quindi dai ricognitori. Dalle 9:30 alle 10:25 tutti gli aerei della prima ondata erano decollati; un totale di 2 083 velivoli sorvolarono le coste britanniche e ognuno si predispose per seguire la rotta stabilita. La 101ª Divisione aviotrasportata avrebbe seguito la cosiddetta rotta sud. L'82ª Divisione aviotrasportata avrebbe seguito una rotta più settentrionale assieme con la 1ª; con l'82ª viaggiava il gruppo di alianti del QG di Browning.
Durante la traversata le postazioni contraeree tedesche vennero bombardate ancora. Alle 12:40 i velivoli da trasporto entrarono in territorio nemico, e le prime unità della 21ª compagnia indipendente paracadutisti si lanciarono per delimitare le zone di atterraggio. Alle 13:00 i primi alianti toccarono terra a ovest di Arnhem nell'area denominata LZ-S, cioè Landing Zone S, la zona di atterraggio della 1ª brigata alianti; alle 13:19 iniziarono gli atterraggi degli uomini delle truppe divisionali e l'artiglieria di Urquhart nella LZ-Z; alle 13:50 e per i successivi diciotto minuti ebbero inizio i lanci della 1ª brigata parà di Lathbury.
I soldati della 101ª si paracadutarono nel frattempo a nord di Eindhoven; l'82ª si lanciò correttamente a sud di Nimega. Alcune unità sbagliarono di poco il lancio e atterrarono poco distante – chi a Grave, chi direttamente sulle alture di Groesbeek che dominavano la strada da proteggere, chi dall'altra parte del fiume Aa – rispetto al proprio obiettivo. Circa 68 aerei e 71 alianti furono abbattuti o andarono dispersi per diversi motivi; nonostante tutto, in rapporto ai 2 083 aerei da trasporto impiegati, le perdite nel complesso furono lievi.
Alle 14:08 tutte le unità uscite indenni nella traversata erano atterrate senza problemi. Circa 20 000 soldati, 511 veicoli, 330 pezzi d'artiglieria e 590 tonnellate di materiale. I piloti degli alianti britannici si unirono agli aviotrasportati, mentre quelli statunitensi, secondo gli ordini stabiliti, cercarono di far ritorno dietro le linee.

### D-Day (17 settembre)

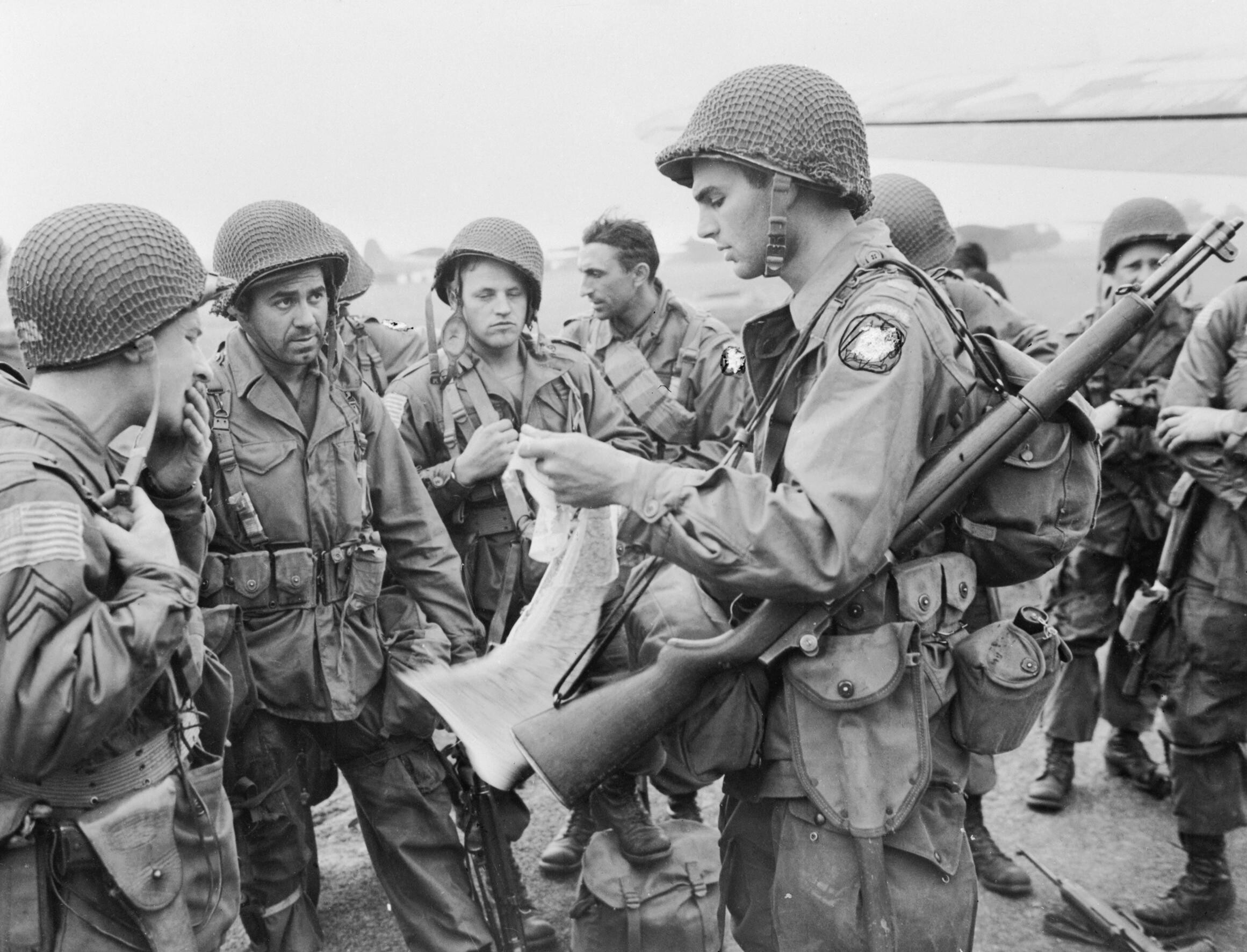
Sei paracadutisti statunitensi della 82nd Airborne Division ricevono un'istruzione finale dal loro ufficiale comandante prima di imbarcarsi. 17 settembre 1944

All'incirca verso le 14:35, dopo che tutte le unità erano atterrate o si erano lanciate correttamente, l'operazione Market Garden ebbe ufficialmente inizio. Le forze di terra iniziarono l'attacco dal ponte di Joe con il potente fuoco d'appoggio di 480 cannoni, mentre la Divisione corazzata britannica delle Guardie procedeva lungo la Club Route protetta dal fuoco di sbarramento. I corpi d'armata di Horrocks, Ritchie e O'Connor avanzarono verso nord in modo parallelo puntando a nord sia di Lommel sia di Weert, mentre la Divisione corazzata Guardie di Adair raggiunse Valkenswaard, a circa 11 km a sud di Eindhoven, alle 19:30 e lì rimase fino a nuovo ordine. La linea difensiva tedesca si infranse subito, anche se le forze di Montgomery non poterono spingersi oltre a causa della mancanza di supporto aereo. Il Kampfgruppe Walther, impegnato nella difesa del settore attaccato, non si aspettava di dover fronteggiare una potenza di fuoco così elevata, infatti venne sbaragliato, subì gravi perdite e dovette ritirarsi.

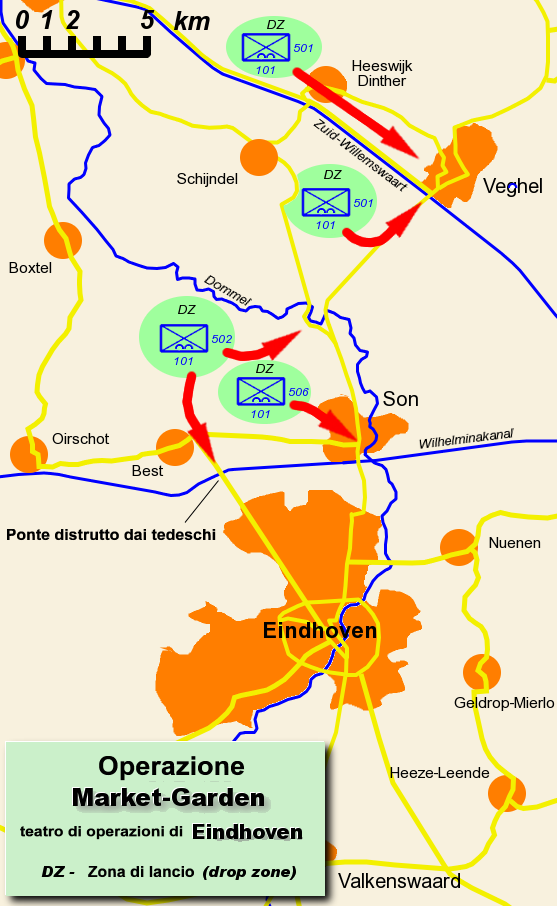
Le zone di lancio (DZ - Dropping Zone) della 101ª nei dintorni di Eindhoven

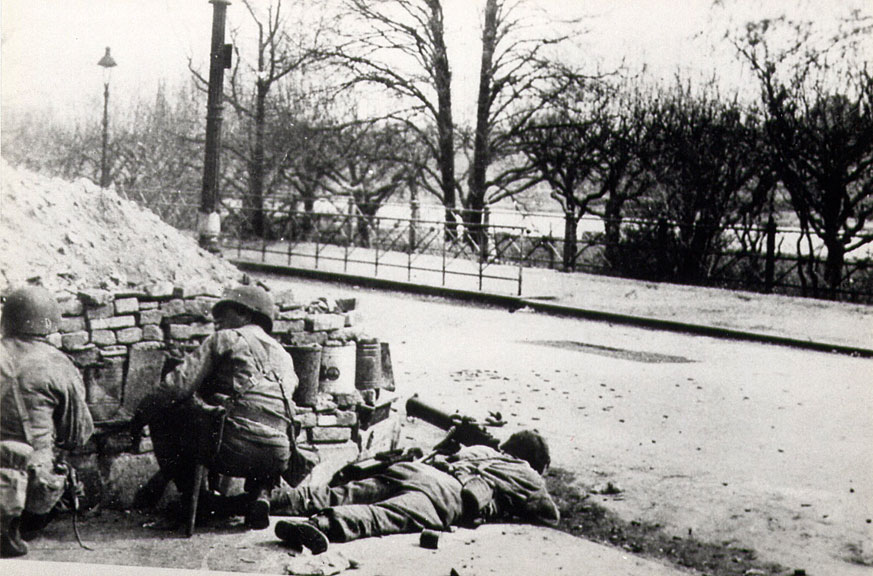
Paracadutisti del 504º reggimento sul suolo dei Paesi Bassi

Scarsa resistenza incontrarono anche i reparti della 101ª Divisione aviotrasportata statunitense, che nel tardo pomeriggio raggiunsero quasi tutti gli obbiettivi prefissati. Il 501º Reggimento di fanteria paracadutisti si era impadronito dei ponti a Heeswijk e Veghel, circa 25 km a nord di Eindhoven; il 502º Reggimento di fanteria paracadutisti invece piegò 6 km verso sud, raggiungendo St. Oedenrode e occupando il ponte.
Un insuccesso si verificò invece a Son (a metà strada tra Eindhoven e St. Oedenrode), dove il 506º Reggimento di fanteria paracadutisti non fece in tempo a giungere sul posto, permettendo così a uno sparuto gruppo di reclute della Luftwaffe di far saltare il ponte. Questo episodio costituì un primo, importante ritardo al piano Garden, costringendo all'immobilità assoluta fino all'arrivo del XXX Corpo di Horrocks e delle sue attrezzature idonee a permettere la traversata ai mezzi corazzati, dato che i paracadutisti nel frattempo avevano attraversato a nuoto e erano arrivati sulla riva opposta assicurandosi una precaria testa di ponte.
Anche il lancio dell'82ª Divisione aviotrasportata, nel complesso ebbe successo: 7 467 soldati toccarono terra, tuttavia i tedeschi distrussero due dei tre ponti di Grave sul canale Mosa-Waal prima dell'arrivo del 504º e del 505º Reggimento fanteria paracadutisti. Maggior fortuna ebbero il 508° e lo stesso 505º Reggimento fanteria paracadutisti riuscendo a conquistare le importanti alture di Groesbeek.
Nel campo tedesco, nonostante la sorpresa, le reazioni furono rapide ed efficaci; il primo a reagire alle 13:30 fu il generale Bittrich ad Arnhem; mentre il feldmaresciallo Model trasferiva il suo posto di comando tattico 10 km più a est, dato che i paracadutisti stavano atterrando proprio circa a 3 km dall'Hotel Tafelberg, dove stava pranzando.
Bittrich diede immediatamente ordine alle due divisioni SS di preparare dei gruppi da combattimento; per la 9ª divisione la situazione era più critica in quanto i veicoli erano già sui treni, molti dei quali resi "inservibili" per non doverli cedere alla divisione gemella, in vista della partenza programmata alle ore 14:00. Bittrich poi si incontrò con il feldmaresciallo Model; entrambi ritennero che il vero obiettivo degli alleati fosse il ponte stradale di Nimega. Bittrich, tuttavia, avrebbe preferito far saltare sia il ponte a Nimega sia ad Arnhem, mentre Model, cosciente delle disposizioni del Führer, decise di non far saltare prematuramente il ponte di Nimega, di cui avrebbe avuto bisogno per un eventuale contrattacco.
Hitler, molto scosso dai recenti avvenimenti, promise tutti i rinforzi possibili, assegnando priorità assoluta al contrasto e alla resistenza contro la improvvisa offensiva aviotrasportata alleata, ritenuto compito ancor più importante e cruciale della stessa difesa della Germania: 300 caccia, e 3 000 soldati appartenenti alle scuole del distretto militare tedesco al confine con il Belgio (Wehrkreis VI), mezzi corazzati, artiglieria e munizioni, inquadrati nel Kampfgruppe del generale Kurt Feldt, vennero rapidamente inviati nell'area minacciata. Inoltre, il generale Student ricevette, nel tardo pomeriggio, un dispaccio che conteneva i piani dettagliati dell'intera operazione, recuperati da un aliante britannico precipitato vicino al suo quartier generale. Il generale Harmel, comandante della 10ª SS Frundsberg, venne richiamato d'urgenza a Berlino.

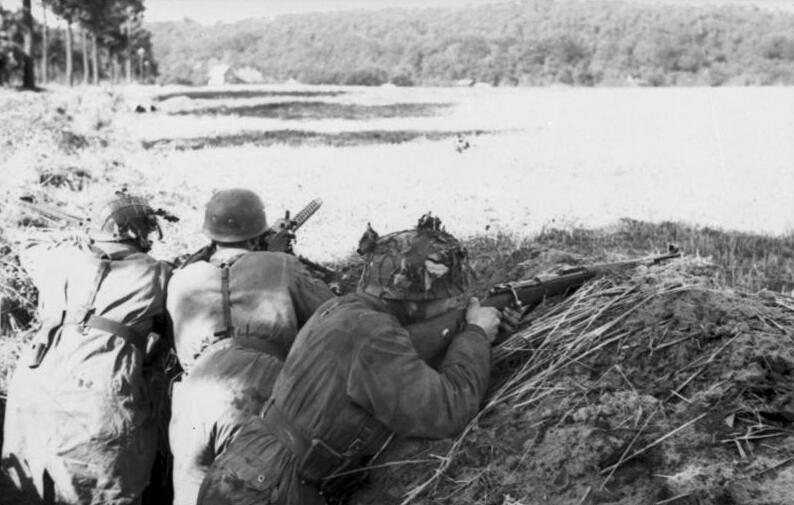
Paracadutisti tedeschi a Oosterbeek, con fucile Kar 98k e mitragliatrice M1919A4 catturata

Grazie alla capacità di improvvisazione di Model, il piano per sventare l'attacco alleato era già pronto tre ore dopo lo sbarco nei Paesi Bassi. Student avrebbe mantenuto le posizioni a Eindhoven: il Kampfgruppe Chill avrebbe fronteggiato il XII Corpo e il XXX Corpo di Horrocks; la 59ª Divisione di fanteria e la 107ª Brigata corazzata avrebbero respinto la 101ª Divisione aviotrasportata.
Il kampfgruppe del generale Kurt Feldt si sarebbe diretto a Groesbeek, sloggiando dalle alture la 82ª Divisione aviotrasportata statunitense. La divisione SS Frundsberg avrebbe attraversato il ponte stradale di Arnhem, dirigendosi a sud verso Nimega per sbarrare la strada a eventuali avanzate alleate. La divisione SS Hohenstaufen avrebbe respinto ogni attacco da parte della 1ª Divisione aviotrasportata britannica del generale Urquhart, bloccando gli accessi occidentali di Arnhem.

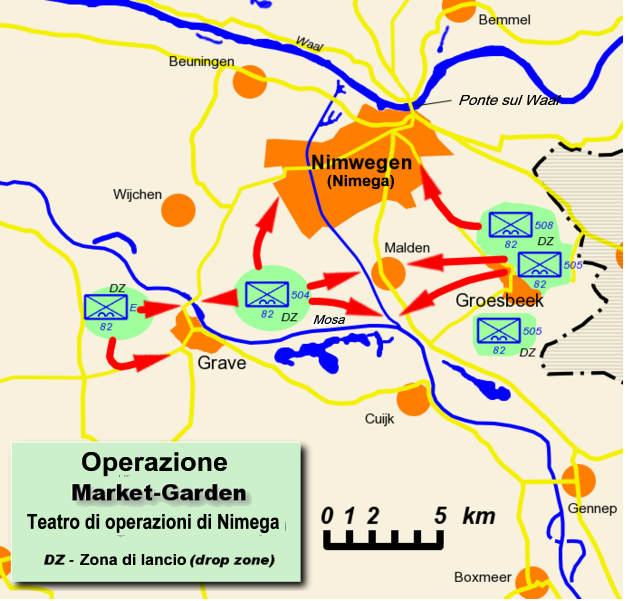
Le zone di lancio della 82ª divisione nell'area di Nimega

Alle 15:40 la 1ª Brigata aviotrasportata britannica si era assicurata il perimetro della zona di atterraggio a ovest di Arnhem, mentre la 1ª Brigata paracadutisti iniziava a spingersi verso est. Il 1°, il 2º e il 3º Battaglione della Brigata avrebbero seguito tre strade differenti: i primi due rispettivamente a sud e a nord della strada principale per Oosterbeek percorsa invece dal 3º Battaglione. Se la mancanza di difese tedesche aveva reso l'operazione aviotrasportata alleata una vittoria tattica, con l'esultanza dei civili olandesi incontrati durante il cammino, man mano che la 1ª Brigata paracadutisti si avvicinava ad Arnhem si trovava a fronteggiare un crescente numero di cecchini e squadre di mortai.
Ma il problema che avrebbe accompagnato le truppe britanniche fino al termine dell'operazione aveva appena iniziato a manifestarsi: le radio comunicazioni erano inefficienti. Sia l'unità speciale Phantom sia i reparti del Royal Signal Corps della divisione non riuscivano a comunicare, a volte anche a distanza di poche centinaia di metri. Nessun problema invece sorse nelle comunicazioni tattiche tra le due divisioni statunitensi o tra il quartier generale di Browning e il XXX Corpo.
Anche il 306th Fighter Control Squadron, unica unità statunitense che con i suoi apparecchi VHF doveva assicurare l'aerocooperazione con i cacciabombardieri, essendo stata fornita di frequenze sbagliate, ebbe grandi difficoltà e non riuscì mai a collegarsi con gli aerei alleati nell'area. Questo condizionò pesantemente l'operatività della divisione aviotrasportata britannica nei giorni dell'operazione

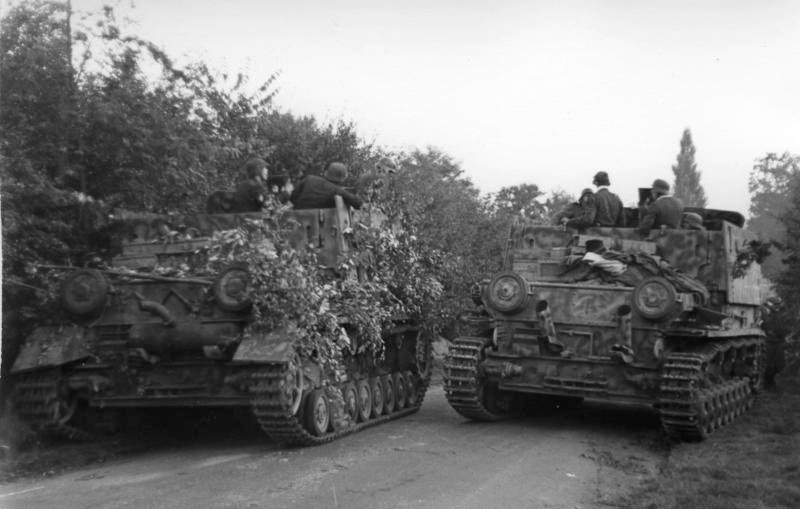
Due semoventi antiaerei Flakpanzer IV Möbelwagen tedeschi nei pressi di Arnhem

Il primo stop all'avanzata dei tre battaglioni di paracadutisti britannici lo diede nel primo pomeriggio il Kampfgruppe dello sturmbannführer (maggiore delle SS) Sepp Krafft. Trovatisi tra i paracadutisti e Arnhem, l'ufficiale tedesco organizzò i suoi 13 ufficiali, 73 sottufficiali e 359 soldati, più alcuni mortai e cannoni anticarro, schierandoli lungo le due principali vie di accesso alla città. Prima di essere sopraffatti, i tedeschi resistettero tre ore, e nel frattempo il Kampfgruppe Splinder, formato in fretta con unità provenienti da 16 diversi reparti, ebbe il tempo di prendere a sua volta posizione per sbarrare la strada ai britannici.
Nel frattempo, il battaglione da ricognizione della 9ª divisione SS Hohenstaufen, al comando del capitano Gräbner, aveva passato il ponte di Arnhem e si era avviato verso Nimega. Alle 18:30 i tedeschi fecero saltare in aria il ponte ferroviario di Arnhem proprio mentre il 2º Battaglione della Brigata paracadutisti britannica, guidato dal colonnello John Dutton Frost, era in procinto di assumerne il controllo; il ponte di barche era già stato smantellato prima ancora del loro arrivo.
Alle 20:00 ci furono i primi scontri tra i soldati di Frost, che erano riusciti a occupare il lato nord del ponte stradale, e alcuni veicoli corazzati tedeschi. Il 2º Battaglione riuscì a mantenere il possesso del proprio lato del ponte e, durante la notte, il maggiore C. F. H. Gough raggiunse Frost portando con sé altre truppe della 1ª Brigata paracadutisti e una delle tre batterie di artiglieria obici da 75 mm, mentre venne stabilito il contatto radio con il quartier generale della 1ª Divisione aviotrasportata.

### D-Day + 1 (18 settembre)

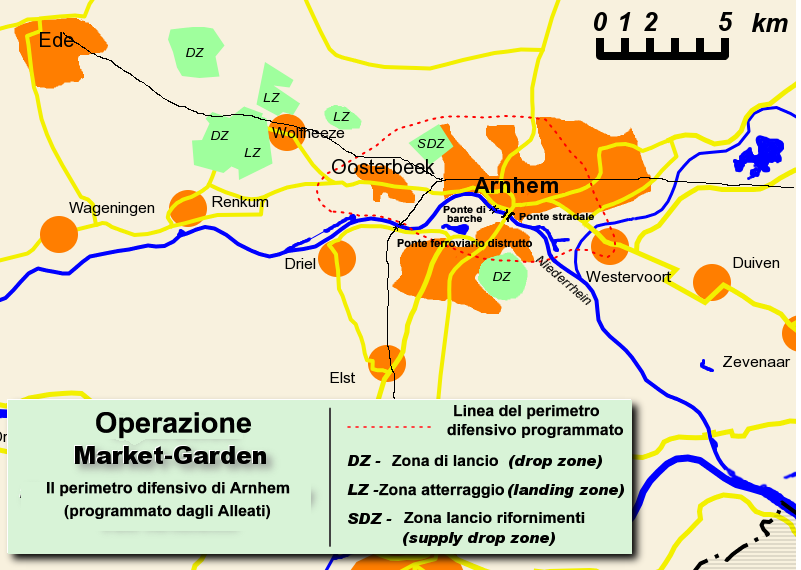
Mappa delle zone di lancio della 1ª Divisione aviotrasportata ad Arnhem

In Inghilterra il tempo, contrariamente alle previsioni, cambiò improvvisamente; il sereno lasciò il posto a nebbia e pioggia. I velivoli della seconda ondata dovettero quindi posticipare il decollo fissato per le 6:00. Ciò limitò anche il supporto aereo da parte di caccia e bombardieri alleati alle forze impegnate sul campo, mentre nei Paesi Bassi il cielo era ancora abbastanza limpido da permettere alla Luftwaffe di compiere raid lungo l'intera Club Route, giungendo fino al ponte di Joe.

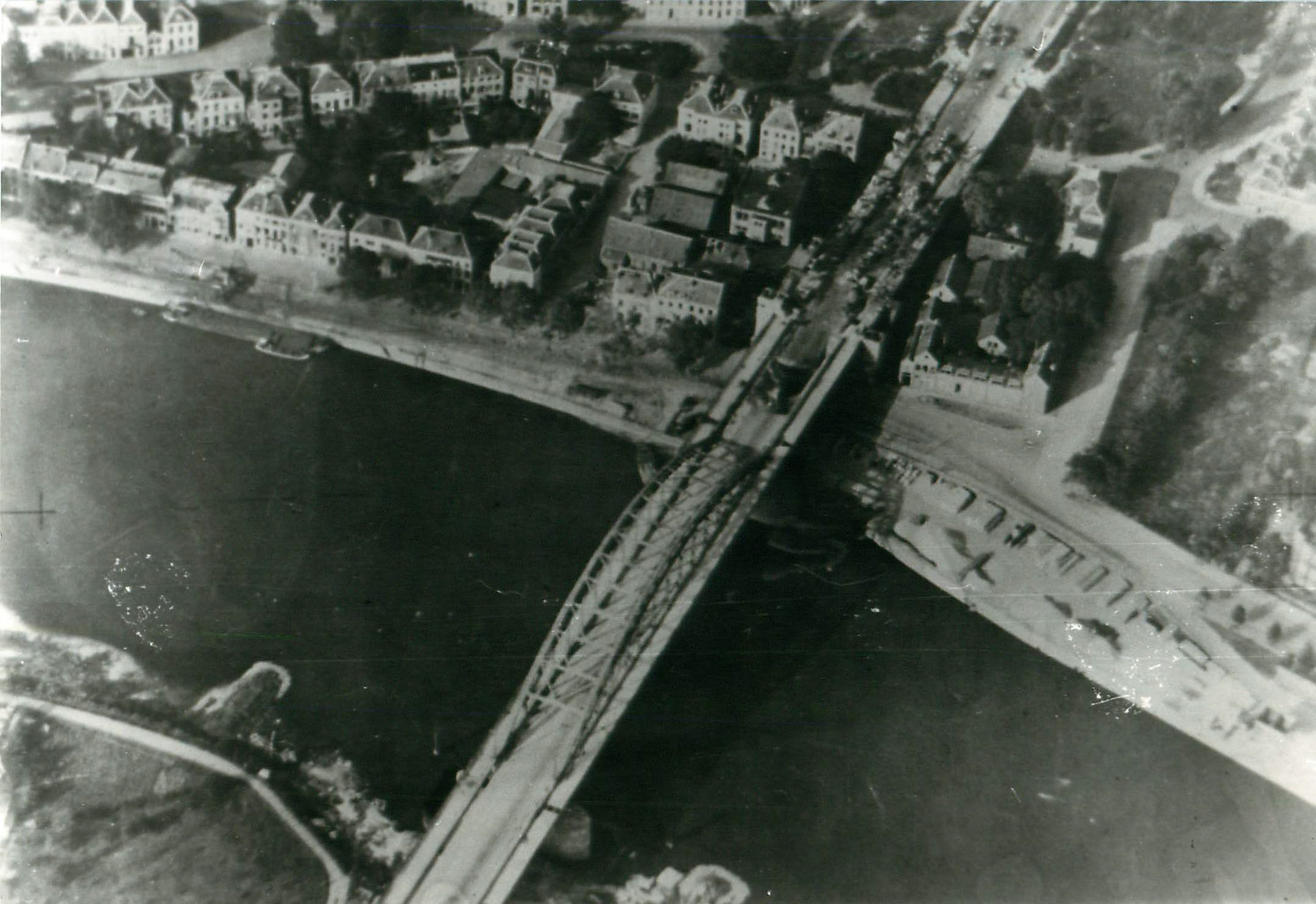
Il ponte di Arnhem. Sono visibili, nella strada a nord, le carcasse dei mezzi tedeschi distrutti dopo il fallito tentativo di attacco del 9º Battaglione esplorante della divisione SS Hohenstaufen

Sempre alle 6:00 la Divisione corazzata delle Guardie riprese l'avanzata, lasciò Valkenswaard e si diresse a nord; verso sera avrebbe oltrepassato Eindhoven e sarebbe arrivata a Son in tempo per iniziare i lavori di costruzione del nuovo ponte Bailey. Parallelamente, il Gruppo Guardie granatieri e il Gruppo Guardie gallesi della Divisione corazzata britannica seguivano una nuova direttrice per Helmond, la "Heart Route" (strada di cuori). Poco distante da Son, a Best, stava infuriando una lotta accanita presso il ponte sul canale Guglielmina tra il 2/502°, il 3/503º Reggimento fanteria paracadutisti statunitense e la 59ª Divisione di fanteria tedesca.
Il tentativo di conquista del ponte fallì definitivamente alle 11:00, quando i tedeschi riuscirono a farlo saltare. In caso di successo le forze meccanizzate britanniche avrebbero potuto deviare verso Best e attraversare in quel punto; invece l'avanzata delle forze di Horrocks e di Adair dipendeva ora unicamente dal tempo impiegato nella costruzione del ponte Bailey che doveva rimpiazzare il ponte di Son fatto saltare il giorno prima.
Mentre l'82ª teneva saldamente il ponte sul canale Mosa-Waal a Grave e altri due minori a Heumen e Honinghutie, a Nimega la situazione era ancora incerta e confusa; entrambi gli schieramenti erano trincerati alle estremità del ponte. Gavin diede disposizione affinché il 1/508° e il 3/508º fanteria paracadutisti tentassero di conquistare definitivamente il ponte lungo il Waal, ma le postazioni tedesche resistettero. Lo stesso accadde a Groesbeek quando i 3 400 soldati provenienti dal Wehrkreis VI (distretto militare VI) del generale Kurt Feldt si lanciarono all'assalto delle postazioni alleate, quasi ripulendo il villaggio attorno alle alture. Gli statunitensi contrattaccarono riuscendo a riprendere parte del territorio perso, ma il ponte di Nimega era ancora saldamente in mano alle SS.
Sulla strada per Arnhem le azioni della 1ª Brigata paracadutisti britannica diventarono sempre meno efficaci, considerato che le forze di Urquhart in pratica erano circondate: a ovest c'era il Kampfgruppe von Tettau proveniente da Renkum, a nord-est il Kampfgruppe SS Spindler, posizionato come forza di blocco (Sperrverband), al quale si aggiungeva di rinforzo il III battaglione SS Landstorm Nederland, un'unità della territoriale con poca esperienza e armamento insufficiente, ma con 600 uomini.
A metà strada tra Oosterbeek e Arnhem il ponte della ferrovia venne fatto saltare quando i paracadutisti ne erano in vista; il ponte di barche che si trovava poco a valle di quello stradale era stato reso inutilizzabile con la rimozione della sezione centrale. Una volta giunti in città i soldati di Urquhart e del suo vice, il generale Gerald Lathbury, si trovarono costretti a combattere strada per strada, a causa della continua presenza di reparti di fanteria tedesca. I due comandanti finirono per rimanere isolati dal resto del 3º Battaglione, e dovettero rifugiarsi nella soffitta di un civile olandese dove rimasero per circa 24 ore.
Poiché i comandanti erano ufficialmente dispersi, il comando passò nelle mani di P. H. W. Hicks, generale della 1ª Brigata aviotrasportata, che cercò di proseguire l'attacco, malgrado la carenza di comunicazioni e nonostante alcune divergenze d'opinione con il generale Hackett, comandante della 4ª brigata paracadutisti, superiore in grado a Hicks che però era stato designato da Urquarth come terzo in comando dopo Lathbury.
Sul ponte, il colonnello Frost teneva ancora a bada gli assalti tedeschi dal lato nord, non molto distante dal resto della 1ª Brigata paracadutisti. Mentre tentavano di tornare al comando di divisione, Urquarth e Lathbury si trovarono sotto il fuoco, e quest'ultimo fu ferito gravemente alla schiena, dovendo infine essere affidato ai tedeschi; Urquarth rimase nuovamente tagliato fuori.
Terminata la sua ricognizione a Nimega, il capitano Gräbner distaccò alcuni semoventi del 9º battaglione da ricognizione della Hohenstaufen, che rimasero a protezione del ponte sul Waal, poi portò il resto dei suoi veicoli a Elst, a metà strada tra Nimega e Arnhem; infine lasciò alcuni di essi a preparare un blocco stradale e si diresse con i restanti ventidue veicoli di vario tipo, tra cui blindati leggeri e semoventi, di nuovo a nord ad Arnhem, tentando di forzare il ponte dal lato sud. Non appena i paracadutisti britannici individuarono il tentativo dei semoventi tedeschi, fecero avvicinare i veicoli nemici e quindi risposero con un fuoco concentrato di armi automatiche e anticarro, con l'appoggio anche dell'artiglieria divisionale attivata via radio. Alla fine, dopo due ore, dodici mezzi erano distrutti e molti tedeschi, tra cui lo stesso capitano Gräbner, morti o feriti. I restanti veicoli ripiegarono sulla riva sud.

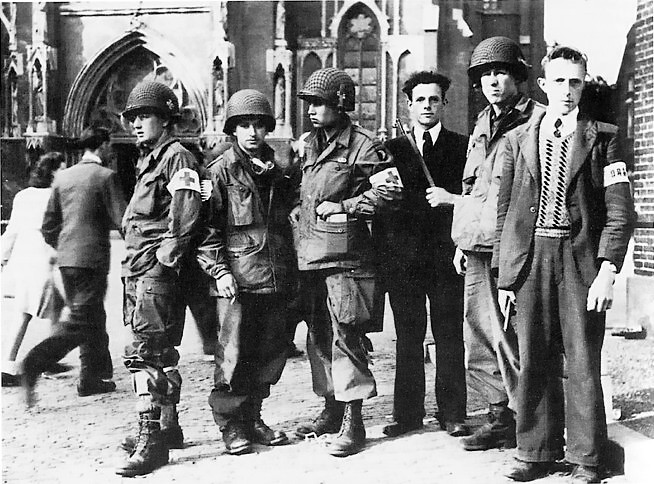
Paracadutisti della 101ª aviotrasportata con membri della resistenza olandese; a differenza dei britannici, gli statunitensi cooperarono con la resistenza locale

Alle 10:00 la seconda ondata prese il volo, atterrando alle 13:00 in entrambe le destinazioni. 2 656 uomini, 146 jeep, 109 rimorchi e due bulldozer raggiunsero la 101ª Divisione aviotrasportata statunitense, permettendo sia di rinforzare le posizioni sia colpire duramente la 59ª Divisione di fanteria tedesca a Best, catturando almeno 1 400 prigionieri. 1 782 uomini e trentadue cannoni dell'artiglieria divisionale toccarono terra nei pressi di Groesbeek, in tempo per dar manforte all'82ª Divisione aviotrasportata e respingere il Kampfgruppe Feldt.
I rifornimenti destinati alla 1ª divisione aviotrasportata britannica arrivarono alle 15:00 e non senza problemi. Visto che i tedeschi erano a conoscenza del piano ed erano riusciti a occupare parte delle zone di lancio, solo una piccola parte dei rifornimenti giunse integra: delle 86 tonnellate di materiale lanciate da 35 Stirling, solo 12 vennero recuperate.
Alla fine della giornata il XXX Corpo di Horrocks era ancora a Son, mentre il XII Corpo di Ritchie e l'VIII Corpo di O'Connor non avevano ottenuto grandi successi ai lati della Club Route, e perciò erano ancora molto distanti da Nimega e Arnhem. Alla sera del 18, il colonnello Harzer diede ordine alla Hohenstaufen di "attaccare continuamente, a qualsiasi costo, per tutta la notte". Contemporaneamente, il generale Harmel predisponeva il sabotaggio del ponte sul Waal a Nimega a dispetto degli ordini di Model.

### D-Day + 2 (19 settembre)
(Affermazione del generale SS Heinz Harmel, comandante della 10ª Divisione corazzata SS Frundsberg, in riferimento agli scontri con il battaglione del colonnello Frost asserragliato a Arnhem)

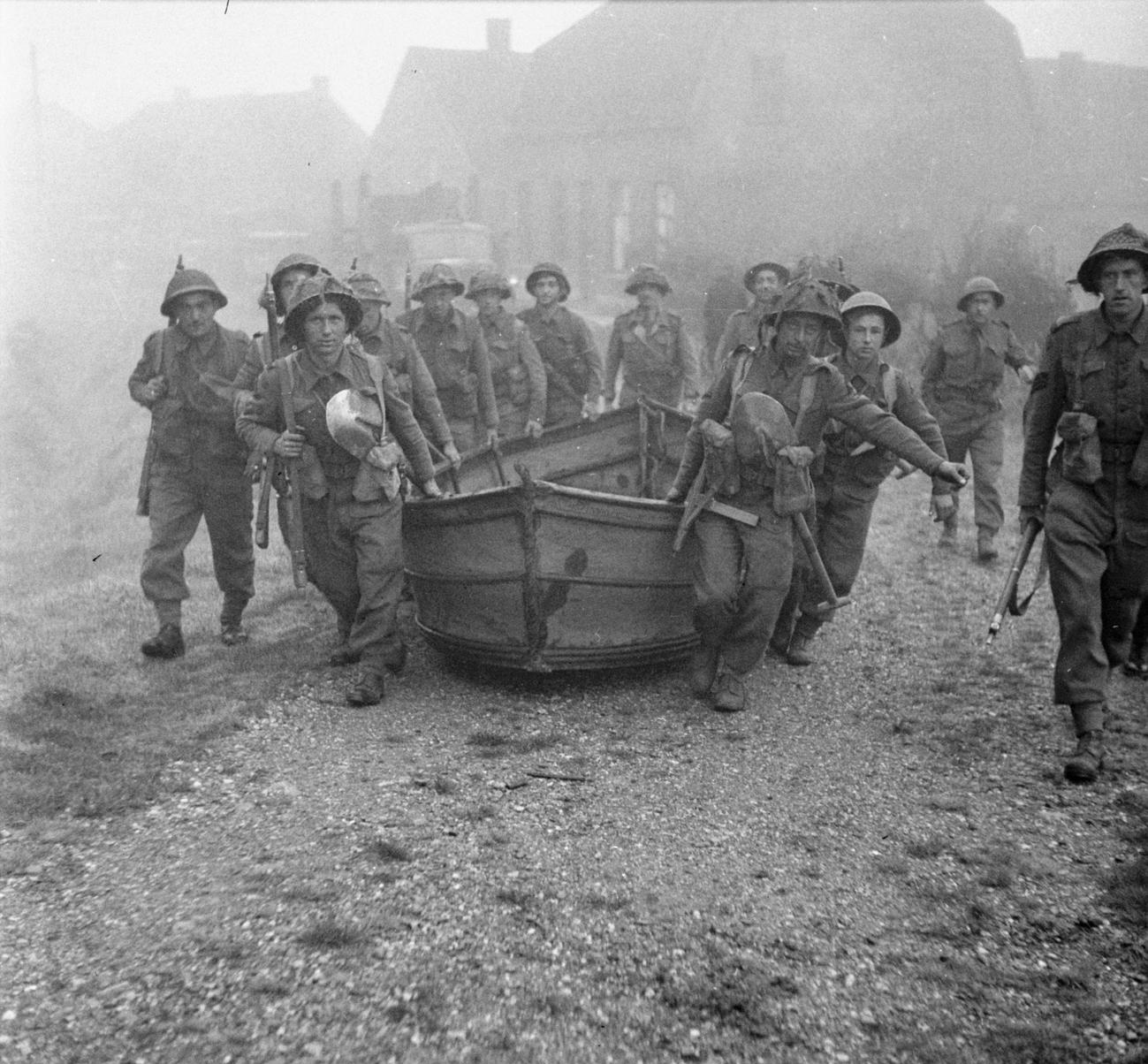
Il 19 settembre, gli Alleati tentarono l'attraversamento del canale Mosa-Schelda a Lilla-St. Hubert con delle imbarcazioni d'assalto

I ritardi e il disordine riguardo ai rifornimenti continuarono anche martedì 19 settembre, quando il decollo previsto per le 10:00 venne posticipato alle 13:00. Il maltempo perdurava con una fitta coltre di nebbia al mattino e un'intensa pioggia il pomeriggio. Il lancio della 1ª brigata paracadutisti polacca venne quindi posticipato all'indomani. Molti degli aerei rimasero a terra – tra cui i rinforzi dell'82ª Divisione aviotrasportata statunitense – tranne i 428 alianti della 101ª Divisione aviotrasportata, di cui peraltro più della metà furono distrutti o costretti a far ritorno in Inghilterra.
Nel cuore della notte, alle 04:00, la 1ª Brigata paracadutisti britannica con il 1º e 3º battaglione, rinforzata dall'11° paracadutisti della 4ª brigata e dal 2° South Staffordshire della 1ª brigata britannica da sbarco aereo, tentò un nuovo attacco ad Arnhem, ma senza adeguata coordinazione per mancanza di comunicazioni radio. Il 3º battaglione cercò di seguire l'itinerario lungo il basso Reno già seguito in precedenza dal 2º battaglione del colonnello Frost, ma si ritrovò sotto il fuoco nemico; anche gli altri tre battaglioni dovettero affrontare sia il Kampfgruppe SS Spindler a nord sia un fuoco di sbarramento di artiglieria proveniente dalla sponda meridionale del fiume (una batteria di cannoni contraerei 2 cm FlaK). Alle 10:00 i britannici ripiegarono, ridotti a soli 156 soldati in tutto tra il 1º e il 3º Battaglione.
Alle 7:15, tuttavia, anche il Kampfgruppe SS Spindler venne messo a dura prova quando l'11° paracadutisti e il 2º Battaglione South Staffordshires britannici irruppero in città, costringendolo a ripiegare. Approfittando della situazione favorevole, Urquhart, e con lui gli ufficiali che condividevano quello stato di quasi-prigionia, poté fuggire e tornare verso la zona controllata dai paracadutisti su una jeep. Giunto al suo quartier generale, l'Hotel Hartenstein – che pochi giorni prima era stato il centro di comando di Model – il generale britannico iniziò subito a studiare un piano per riorganizzare ciò che rimaneva della 1ª Divisione aviotrasportata.
Nel frattempo più a sud, alle 6:45, il ponte artificiale Bailey a Son era ormai pronto e il 2º Reggimento Household Cavalry britannico poté raggiungere Grave alle 8:30, dove si congiunsero con i paracadutisti statunitensi della 82ª Divisione aviotrasportata. Le autoblindo della cavalleria erano seguite dai carri e dai granatieri delle Guardie e dal resto del XXX Corpo e l'avanzata proseguì rapidamente verso i sobborghi di Nimega, in ritardo comunque di 36 ore rispetto alla tabella di marcia prevista.
Nel frattempo a Nimega si tentava ancora una volta di conquistare il ponte ma né il 2/505º fanteria paracadutisti né i granatieri riuscirono nell'impresa. Per l'occasione Horrocks chiamò i rinforzi via terra da Hechtel, ma verso sera tutti gli attacchi vennero sospesi. L'82ª lamentava, dal momento del lancio avvenuto due giorni prima, 200 morti e 700 feriti.
Il generale Gavin, sempre fermamente deciso a prendere il ponte, fece ora attaccare dal 2º battaglione del 505°, insieme ai carri armati delle Guardie, i tedeschi arroccati a Nimega, che consistevano in circa 500 SS appoggiate da cannoni semoventi della 10ª divisione Frundsberg, comandati dal capitano Euling. L'attacco fu un nuovo fallimento e, a questo punto, il generale Gavin decise che i paracadutisti avrebbero tentato di attraversare il fiume con delle imbarcazioni qualche chilometro più a sud, per poi attaccare il ponte dai due lati, coperti dal tiro delle artiglierie e dei carri armati. Il 3/504° del tenente colonnello Tucker venne scelto per questa rischiosa e imprevedibile missione.
Nella stessa mattina, i tedeschi avevano progettato un assalto coordinato contro le postazioni alleate vicine a Son: la 107ª Brigata corazzata avrebbe appoggiato la ormai debole 59ª Divisione fanteria proveniente da Best. La 101ª Divisione aviotrasportata statunitense, solidamente schierata, respinse energicamente il tentativo tedesco e catturò altri 1 400 prigionieri. Tuttavia la 107ª Brigata corazzata riuscì quasi a mettere in fuga il quartier generale della 101ª a Son e finì per fallire solo grazie ai rifornimenti appena arrivati alla divisione aviotrasportata statunitense: 1 342 uomini e un discreto numero di pezzi di artiglieria più 40 tonnellate di materiale.
Ad Arnhem era ormai chiaro che ogni tentativo alleato di conquistare il ponte era destinato al fallimento; sia gli uomini del colonnello Frost sia il resto della 1ª Brigata paracadutisti britannica combattevano senza sosta da almeno 48 ore, di cui le ultime 24 senza adeguati rifornimenti, mentre dall'altra parte i tedeschi continuavano a ricevere mezzi corazzati pesanti, truppe e cannoni di rinforzo. Con l'arrivo degli elementi corazzati della Hohenstaufen e della Frundsberg, raggruppati nei Kampfgruppen Brinkmann (comandante del battaglione da ricognizione corazzato della Frundsberg) e Knaust (ufficiale della Wehrmacht, veterano del Fronte russo, posto al comando di un reparto di carri armati di riserva), il generale Heinz Harmel organizzò metodicamente il martellamento della precaria testa di ponte britannica.
I britannici asserragliati sul lato nord del ponte ancora in grado di combattere erano ridotti a 250, e si ritrovavano arroccati in dieci dei diciotto edifici inizialmente occupati (alcuni dei quali vedevano tedeschi e alleati posizionati su piani differenti e concedersi anche brevi tregue per scambiarsi razioni di cibo). Nonostante la precaria situazione, il colonnello Frost respinse coraggiosamente le ripetute ingiunzioni di resa presentate dal comando tedesco.
Il generale Harmel, dopo il rifiuto britannico di arrendersi, decise quindi di scatenare un attacco in massa contando sulla schiacciante superiorità di fuoco e di mezzi tedeschi; prima di partire per raggiungere Nimega, il generale delle SS organizzò un micidiale bombardamento incrociato con i panzer che colpivano le postazioni nemiche da est a ovest e con l'artiglieria che sparava da nord. La situazione degli uomini del colonnello Frost divenne disperata, bersagliati da tutte le posizioni e attaccati dai carri armati tedeschi decisi a demolire gli edifici e a devastare completamente la città pur di schiacciare il presidio britannico.
Nel frattempo, anche il resto della 4ª Brigata paracadutisti britannica del generale J. W. Hackett (il 10º e il 150º battaglione, visto che l'11° era già stato impegnato) venne impiegato per dare manforte alle operazioni della 1ª Brigata; i reparti britannici si diressero verso le alture a nord-ovest di Arnhem dove incontrarono la resistenza del Kampfgruppe SS Krafft, che venne successivamente costretto a ripiegare verso la strada ferroviaria che conduceva alla città. Tuttavia, nonostante questi successi, nella notte del 19 Urquhart diede l'ordine di ritirata per poter costituire una solida testa di ponte a nord del Reno dove attendere l'arrivo del XXX Corpo.

### D-Day + 3 (20 settembre)

Bren Carriers del 1/5th Welch Regiment, 53rd Division, traversano la Mosa nei Paesi Bassi, il 20 settembre 1944

Il tempo in Inghilterra non accennava a migliorare, impedendo ogni tipo di intervento aereo di supporto ai soldati alleati nei Paesi Bassi. Erano possibili solo missioni di trasporto per i rifornimenti e senza la protezione dei caccia. Nonostante tutto, l'80% delle tonnellate di materiale previsto per l'82ª Divisione aviotrasportata statunitense, che il giorno prima era rimasta senza rifornimenti, arrivò a terra con successo.
La situazione a ovest di Arnhem continuava a peggiorare costringendo il generale Urquhart a ulteriori ripiegamenti; la 1ª Divisione aviotrasportata britannica venne quindi raggruppata nei pressi di Oosterbeek, schierata in una sacca allungata con la base sul basso Reno, estesa nell'area che andava dalla cittadina alle aree boscose fino al fiume. Attaccata a ovest dal Kampfgruppe von Tettau e a est dal Kampfgruppe SS Krafft, la 1ª Divisione aviotrasportata al completo (meno il battaglione di Frost rimasto circondato a nord del ponte stradale) si difese strenuamente, costringendo i tedeschi a continui e aspri scontri in ogni angolo dell'area, tra boschi e abitazioni. Anche il reparto denominato Londsale Force, dal nome del maggiore Lonsdale che lo comandava, riuscì, inseguito dal Kampfgruppe Spindler, a ripiegare faticosamente da Arnhem alla zona all'interno del perimetro.
La battaglia si trasformò in una guerra di logoramento per entrambe le parti, caratterizzata anche da continui scambi di fuoco di mortai e azioni di tiratori scelti. Inoltre il problema dei feriti era divenuto insostenibile, tant'è che venne annunciata una tregua temporanea per permettere a entrambe le parti di soccorrere i propri commilitoni (quelli tedeschi erano intrappolati nel perimetro avversario, quelli britannici non potevano essere curati perché anche i reparti di primo soccorso erano costantemente sotto il tiro nemico). Si ripresentò dunque in misura ancora maggiore ciò che già era accaduto nei pressi del ponte di Arnhem: soldati avversari a presidio di piani diversi degli stessi edifici.
A Groesbeek continui attacchi e contrattacchi si succedettero dall'alba fino alla fine della giornata. Il generale Feldt schierò la 406ª Divisione Landesschützen e il II Corpo paracadutisti per cercare di liberare il villaggio con una manovra a tenaglia. All'inizio questa manovra ebbe notevole successo, costringendo l'82ª Divisione aviotrasportata di Gavin a ripiegare quasi fino a Heumen; il piano tedesco mirava a riconquistare il ponte e tagliare così la strada agli alleati. Verso sera, però, il 508º Reggimento fanteria paracadutisti statunitense, appoggiato dal reggimento britannico Coldstream Guards della Divisione corazzata Guardie, riprese l'iniziativa e riuscì a respingere lentamente i tedeschi fino al punto di partenza.
Più a sud, la 101ª Divisione aviotrasportata respinse nuovamente un assalto della 107ª Brigata corazzata, grazie al supporto dell'8ª Brigata corazzata britannica, mentre le avanguardie del XXX Corpo di Horrocks partite da Hechtel erano ancora in marcia verso Nimega.

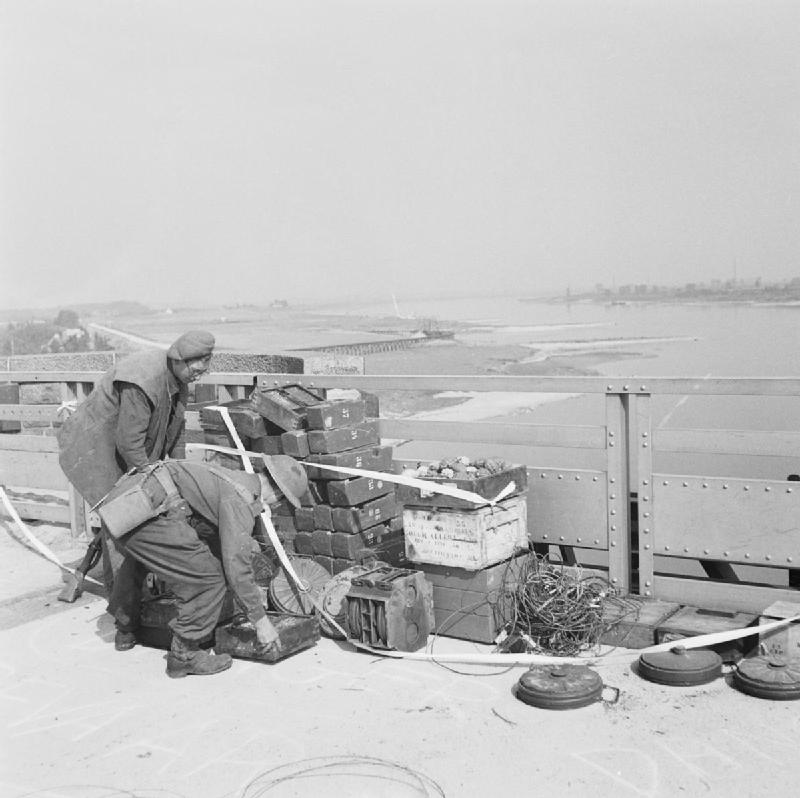
Genieri britannici rimuovono le cariche dal ponte di Nimega catturato intatto

Il 3º battaglione del 504º reggimento della 82ª aviotrasportata, guidato dal capace maggiore Julian Cook, iniziò per primo a Nimega la traversata del fiume Waal alle ore 14:40, coperto da un raid aereo alleato dei cacciabombardieri Typhoon dell'83º Gruppo RAF e da un bombardamento a tappeto dell'artiglieria. Alle 15:00 il 3/504° e il 1/504º Reggimento fanteria paracadutisti riuscirono, dopo la pericolosa traversata su imbarcazioni di fortuna, a giungere sulla riva opposta, eliminando, dopo furiosi scontri, le postazioni tedesche sul ponte ferroviario e su quello stradale. Le perdite per gli statunitensi furono alte: 134 tra morti, feriti e dispersi, inoltre solo la metà delle 26 imbarcazioni impiegate riuscì a tornare indietro per caricare un altro gruppo di soldati. I primi carri dei Granatieri britannici attraversarono il ponte solo alle 19:10 e, ancora una volta, si fermarono per il sopraggiungere della notte.
In realtà il ponte stradale sarebbe dovuto saltare sotto i piedi dei soldati britannici secondo l'intenzione del generale Harmel, che aveva fatto predisporre comunque le cariche di demolizione nonostante l'ordine contrario di Model; ma quando lo stesso Harmel, resosi conto di non poter più impedire l'attraversamento, visto che le forze del Kampfgruppe SS Euling che tenevano l'estremità sud erano state sopraffatte, diede l'ordine di innesco delle cariche, nessun'esplosione avvenne nell'immediato. Le cariche vennero subito disinnescate dai genieri britannici che si lanciarono al seguito dei carri armati delle Guardie, tranciando i fili residui e staccando dai piloni le cariche, che erano state inglobate in pezzi di latta sagomati in modo da inserirsi nelle travi e verniciate nello stesso colore, e poi gettate nel Waal.
Più a sud, il XII e l'VIII Corpo tentarono vane azioni piuttosto sconnesse e scarsamente efficaci, rispettivamente attaccando il canale Guglielmina a Best e procedendo verso Helmond. Il XII Corpo non riuscì a sfondare il fronte, e Best rimase ancora in mani tedesche.
Ad Arnhem invece il colonnello Frost era ormai totalmente isolato, in angosciosa attesa dell'arrivo della Divisione corazzata Guardie. Sfiniti e senza quasi più munizioni, i soldati si ritrovavano costretti in un perimetro difensivo sempre più piccolo; lo stesso Frost venne colpito gravemente. I carri armati dei Kampfgruppen Brinkmann e Knaust continuarono a schiacciare con il fuoco i nidi di resistenza e demolirono sistematicamente gli edifici ancora occupati dal nemico, progredendo lentamente ma inesorabilmente verso il lato nord del ponte.
Alle 18:00 quattro carri tedeschi Tiger I attraversarono il ponte stradale da nord e da sud. La manovra intimidì e mise ancor più in difficoltà i britannici, tuttavia i potenti mezzi corazzati bloccarono l'accesso al ponte anche agli stessi tedeschi. Preso il comando al posto del ferito Frost, il maggiore Gough negoziò una tregua alle 21:00, permettendo al nemico di tirare fuori dalle cantine dei rifugi britannici i morti e i feriti di entrambe le parti; Frost, gravemente sofferente per la ferita, diventò così prigioniero di guerra.
Molto lontano da questi disperati e cruenti scontri, il nuovo quartier generale dello SHAEF si era spostato da Granville a Versailles, migliorando notevolmente le comunicazioni. Nonostante il probabile fallimento finale dell'operazione Market Garden, Eisenhower era deciso a continuare ad appoggiare il piano di Montgomery, accantonando definitivamente la sua precedente preferenza per una manovra combinata su due direttrici separate da parte del XXI e del XII Gruppo d'armate.

### D-Day + 4 (21 settembre)
(frase del colonnello John Frost rivolta al maggiore Douglas Crawley dopo la resa del battaglione britannico attestato al ponte di Arnhem)

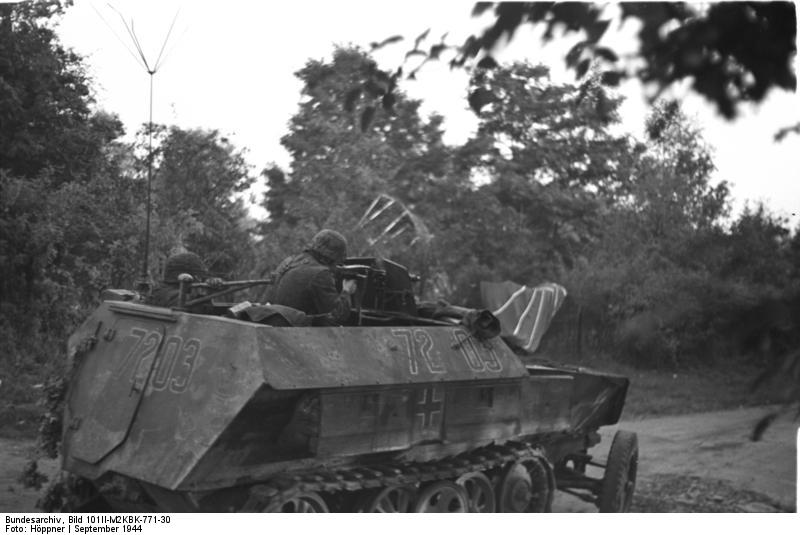
Un semicingolato tedesco Sd.Kfz. 250 in azione nei sobborghi di Arnhem

Il tempo peggiorò ulteriormente, aggiungendo freddo intenso alle scarse condizioni di visibilità e umidità e bloccando a terra i cacciabombardieri alleati in Belgio. Entrambi gli schieramenti si stavano logorando lentamente e mentre in alcune zone gli scontri rimanevano incerti, in altri settori le operazioni progredivano con esiti alterni. Infatti, mentre il Kampfgruppe Feldt venne definitivamente respinto dalla 82ª Divisione aviotrasportata statunitense a Groesbeek, grazie a un attacco combinato del 504º e del 508º Reggimento fanteria paracadutisti, al ponte di Arnhem la situazione alleata stava ormai precipitando.

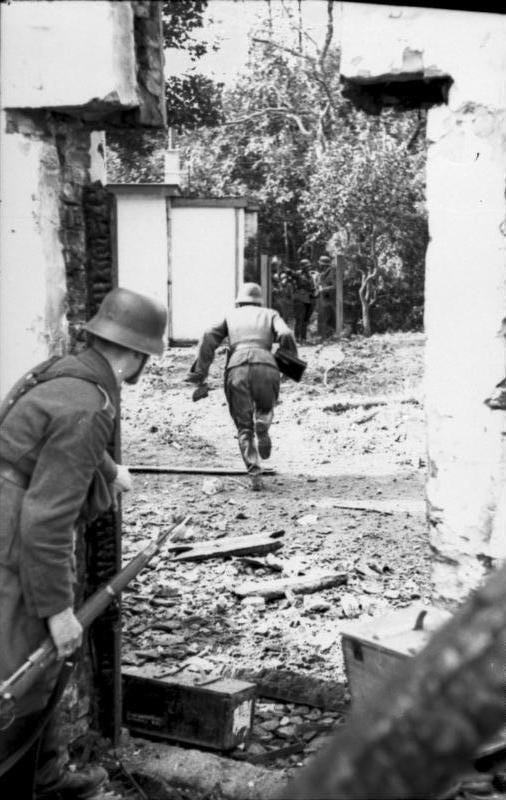
Soldati tedeschi in azione nella sacca di Oosterbeek

Gli uomini del maggiore Gough erano esausti e senza razioni di cibo e acqua da dodici ore, tuttavia tentarono coraggiosamente un ultimo attacco alle 9:00, cercando di ricacciare indietro il Kampfgruppe Knaust (che era parte della divisione Hohenstaufen). L'aspro scontro terminò senza successo per i britannici; i panzer e i semoventi tedeschi continuarono il martellamento e proseguirono l'opera di demolizione e distruzione di tutti i capisaldi nemici residui; la lotta continuò finché il 2º Battaglione non ebbe esaurito completamente le munizioni e quindi costretto ad arrendersi. Alcuni continuarono a combattere con l'arma bianca, ma finirono con l'essere sopraffatti dalla schiacciante superiorità di mezzi e potenza di fuoco delle Waffen-SS. Alle 12:00 i tedeschi avevano finalmente liberato il ponte stradale a Arnhem. Il Kampfgruppe Knaust venne immediatamente inviato a sud del ponte, in direzione di Elst (cittadina posta su una strada secondaria tra Arnhem e Nimega), per fronteggiare un'eventuale manovra offensiva da parte degli Alleati provenienti da Nimega.
Sempre alle 9:00 Urquhart emanò nuove disposizioni affinché la sacca di Oosterbeek potesse fronteggiare con successo un altro attacco del Kampfgruppe von Tettau da ovest. Il nuovo attacco tedesco costrinse i britannici ad arretrare leggermente, e solo nel pomeriggio Urquhart poté contattare tramite radio il 64º Reggimento della Royal Artillery britannica per richiedere fuoco di copertura. A causa della strenua resistenza dei britannici, il feldmaresciallo Model si trovò costretto a chiedere ulteriori rinforzi tra cui squadre specializzate in combattimenti stradali e il 506º Battaglione carri pesanti (Schwere Panzerabteilung 506, comprendente 45 dei nuovi carri Tiger II).
Alle 10:00 Nimega era completamente in mano alle forze alleate, che stavano ora attraversando il ponte per puntare a nord, dove, verso le 16:00, si scontrarono con elementi del Kampfgruppe Knaust, proveniente dal ponte stradale di Arnhem.

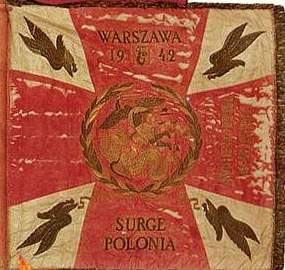
Lo stendardo della 1 Samodzielna Brygada Spadochronowa, la brigata paracadutisti polacca

Finalmente la 1ª Brigata paracadutisti polacca poté effettuare la traversata dopo due giorni di rinvii, decollando alle 14:00 e arrivando a Driel alle 17:08, come annotato da Sosabowski. I tedeschi credettero in un primo momento che il generale polacco volesse tentare di congiungersi alle deboli forze di Gough per riconquistare il ponte di Arnhem; in realtà invece, secondo i piani, i polacchi avrebbero dovuto effettuare la traversata del basso Reno e unirsi ai britannici chiusi nella sacca di Oosterbeek. L'attraversamento del fiume, tuttavia, non poté iniziare fino al giorno successivo. Model ritenne in un primo tempo che il lancio della brigata polacca fosse volto ad attaccare la retroguardia tedesca e impedire ai rinforzi della divisione Frundsberg di arrivare nella zona di Nimega, e considerò quindi questa manovra potenzialmente molto pericolosa.
A Eindhoven la lotta continuava aspra e incerta; le azioni scollegate e frammentarie dei generali Ritchie e O'Connor si erano ufficialmente interrotte e non avevano portato a nulla di concreto. I fianchi tedeschi lungo la "Hell's Highway", l'autostrada dell'inferno – così veniva chiamata la strada che dalla città conduceva a nord – continuavano a resistere saldamente.

### D-Day + 5 (22 settembre)

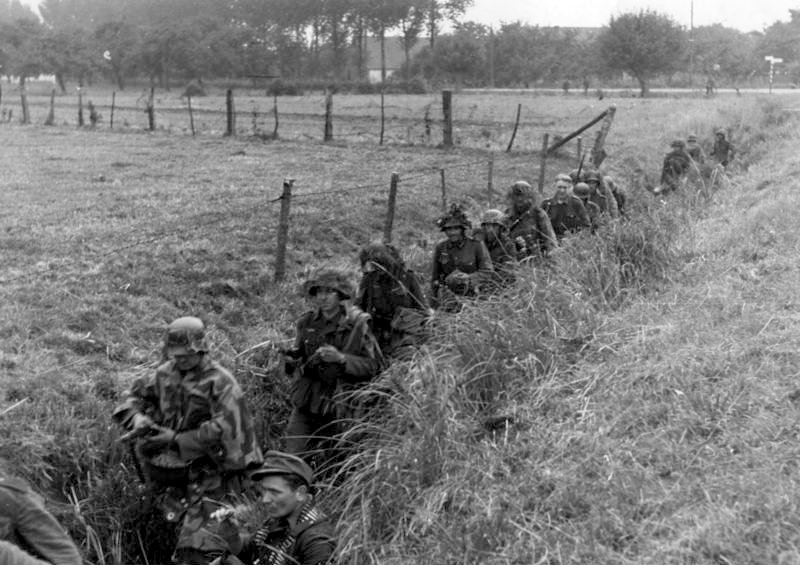
Granatieri tedeschi durante gli scontri ad Arnhem

Lo situazione di stallo lungo la Hell's Highway venne interrotta da un nuovo attacco tedesco a tenaglia da est e da ovest (rispettivamente condotto dal Kampfgruppe Walther di Model e dal Kampfgruppe Huber del generale Student). L'obiettivo dei tedeschi era di isolare il tratto di strada che collegava Uden e Grave, separando così i due gruppi delle forze alleate rispettivamente a nord e a sud. Grazie a un tempestivo avvertimento della resistenza olandese, il generale Taylor poté inviare 150 uomini della 101ª aviotrasportata statunitense a presidio di Uden alle 11:00.
Dall'altra parte, alle 14:00, il 501º e il 502º Reggimento fanteria paracadutisti affrontarono il Kampfgruppe Huber a Veghel, dove erano presenti quattro ponti dei quali uno particolarmente importante tatticamente. Per liberare la città si dovette attendere l'intervento dell'artiglieria divisionale, le unità corazzate sul posto e l'arrivo della 32ª brigata delle Guardie britanniche proveniente dal XXX Corpo di Horrocks dirottate a sud. Comunque, il flusso di rifornimenti e uomini venne interrotto per 24 ore.
Lungo la strada per Driel, alle prime luci dell'alba, uno squadrone di autoblindo del 2º reggimento Royal Horse britannico comandato dal capitano lord Richard Wrottesley iniziò ad avanzare con l'ordine di raggiungere la brigata polacca. Evitando la strada principale, cosa possibile alle autoblindo ma non ai carri armati perché il loro peso faceva sprofondare la sede stradale sul terreno paludoso, due autoblindo e due veicoli da ricognizione raggiunsero la sponda meridionale del basso Reno, collegandosi così alla 1ª brigata paracadutisti polacca. In teoria, la missione principale del piano Market Garden era ora riuscita dopo quattro giorni e diciotto ore dall'inizio delle operazioni.
Contemporaneamente il gruppo corazzato del maggiore Knaust, proveniente da Arnhem, arrivò a Elst. Secondo i piani alleati, le due brigate della 43ª divisione britannica (Wessex) avrebbero dovuto avanzare da Nimega proprio verso Elst; la 129ª doveva avanzare ai lati della strada, mentre la 124ª doveva attaccare a ovest attraverso la città di Oosterhout puntando su Driel per occupare il punto di attracco del traghetto; a causa dei ritardi nell'avanzata delle unità di fanteria i tedeschi riuscirono a bloccare l'avanzata con il fuoco di artiglieria e dei mezzi corazzati. Venne predisposto anche l'invio di due DUKW, mezzi anfibi che avrebbero dovuto traghettare rifornimenti per la 1ª divisione aviotrasportata britannica; poiché nessun'altra unità raggiunse lo squadrone blindato che si era ricongiunto con i polacchi a sud del Reno, Wrottesley concluse che l'offensiva evidentemente era fallita.
Nel frattempo due ufficiali dello stato maggiore della 1ª divisione, tra cui il capo di stato maggiore colonnello Mackenzie, avevano raggiunto il quartier generale di Sosabowski, e trasmisero un messaggio in chiaro per Horrocks che illustrava con chiarezza le condizioni critiche della divisione. Si decise di inviare oltre il Reno come rinforzo un gruppo di polacchi per mezzo di battelli di gomma e zattere, visto che il traghetto era scomparso; in effetti la corda era stata tranciata e il traghetto venne ritrovato, troppo tardi, alcuni giorni dopo due chilometri più a valle.
Alle 21:00 Sosabowski iniziò la traversata del fiume su gommoni. Fu un tentativo disperato e pericoloso: alla fine solo cinquanta soldati arrivarono incolumi sull'altra sponda, bersagliati dal fuoco tedesco, e solo trentacinque raggiunsero la 1ª divisione aviotrasportata a Heveadorp.
A Versailles gli ufficiali di Eisenhower si riunirono in un consiglio generale. Eisenhower riaffermò la priorità dell'operazione Market Garden, pur sollecitando modifiche sostanziali agli obiettivi strategici globali; ogni avanzata oltre Nimega e Arnhem venne considerata irrealistica e impossibile. La pianificazione generale prevedeva ora che le armate statunitensi del XII Gruppo d'armate del generale Bradley deviassero verso nord per collegarsi solidamente alle forze britanniche nella regione di Aquisgrana, contemporaneamente alle unità canadesi schierate più a nord sarebbe spettato il compito cruciale di liberare al più presto il porto di Anversa per alleviare in modo sostanziale il problema dei rifornimenti alleati. Le future offensive sarebbero dovute avvenire in modo coordinato, dopo accurata pianificazione e mantenendo la coesione tra i vari gruppi d'armate.
I numerosi grandi successi contro la Germania successivi allo sbarco in Normandia avevano diffuso un sentimento di pericolosa euforia tra truppe e comandi suscitando la inebriante prospettiva di poter concludere vittoriosamente la guerra, senza molte difficoltà, prima di Natale. Queste valutazioni avevano favorito iniziative personali dei vari generali e scarsa coesione complessiva con conseguente disordine nell'avanzata alleata e confusione nelle direttive strategiche e negli obiettivi tattici. Questi errori alleati aiutarono indubbiamente la imprevista ripresa dell'Esercito tedesco, che superò in modo inaspettatamente rapido il crollo militare e morale dell'estate 1944 e riuscì a organizzare un nuovo fronte difensivo solido e difeso con efficacia e abilità nonostante la netta inferiorità di uomini e mezzi.

### D-Day + 6 (23 settembre)

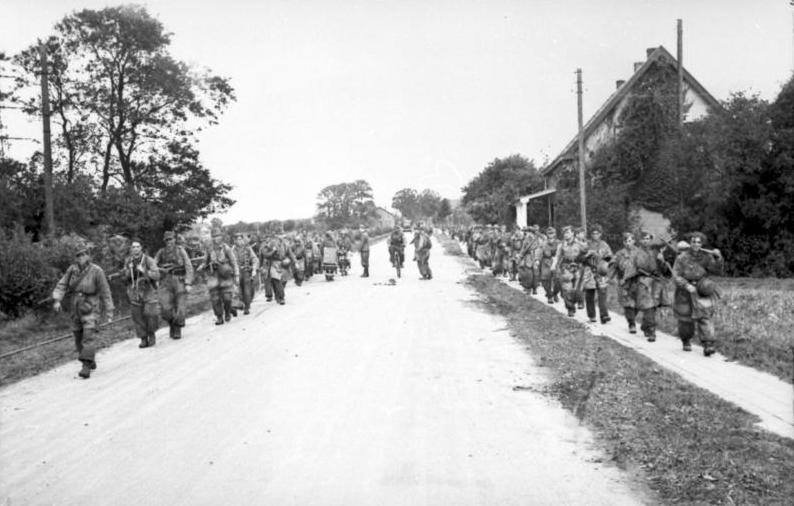
Paracadutisti tedeschi sulla strada per Oosterbeek

Il cielo nell'area delle operazioni stava finalmente iniziando a schiarirsi. Grazie a questo fatto dopo mezzogiorno la 2nd Tactical Air Force alleata poté compire numerosi attacchi aerei contro i tedeschi schierati attorno a Oosterbeek che di conseguenza, anche a causa del supporto dell'artiglieria alleata fornito ai paracadutisti britannici, non riuscirono a strappare altro terreno alla 1ª aviotrasportata britannica.
Model, che aveva modificato continuamente lo schieramento delle sue forze durante i sei giorni di scontri, non riusciva a capacitarsi di come Bittrich non fosse ancora stato in grado di sfondare il perimetro nemico, chiedendo "Quando la finiremo laggiù?". Bittrich, esasperato, evidenziò la straordinaria resistenza manifestata dalle truppe britanniche ad Arnhem e quindi la difficoltà della sua missione, ricevendo dal feldmaresciallo solo la fredda replica: "Voglio quel ponte." Il feldmaresciallo tedesco diede al suo subordinato un ultimatum di 24 ore per schiacciare i britannici e spazzarli via; Bittrich commentò poi "Model non aveva l'abitudine di tener conto delle giustificazioni, ma mi capì, comunque mi concesse soltanto altre ventiquattro ore per fare piazza pulita dei britannici.
A Veghel la situazione rimase bloccata; il Kampfgruppe Chill e il Kampfgruppe Walther tentarono ancora una volta di attaccare la città su due fronti ma vennero respinti entrambi. Alle 13:00 tutti gli aerei dell'ultima ondata di rifornimenti – che in realtà sarebbe dovuta arrivare il giorno prima – lasciarono le piste di decollo e arrivarono a destinazione due ore più tardi. L'82ª Divisione aviotrasportata statunitense ricevette 3 385 uomini; la 101ª Divisione aviotrasportata ricevette il 907º Gruppo artiglieria campale aviotrasportato, la 1ª Brigata paracadutisti polacca non poté ricevere il resto degli uomini e dell'equipaggiamento perché sottoposta a violenti attacchi che rendevano insicure le zone di atterraggio.
Durante il tentativo di raggiungere i polacchi a Driel, nelle strade secondarie che fiancheggiavano la strada principale, le due brigate della 43ª divisione britannica (Wessex) si trovarono imbottigliate nello stesso incrocio, una diretta a Elst e l'altra (la 130ª) a Driel; ed entrambe caddero sotto il fuoco dell'artiglieria tedesca. La 130ª Brigata raggiunse Sosabowski solo a notte fonda e, con le sedici imbarcazioni rimaste dopo l'attraversamento del Waal, aiutò i polacchi ad attraversare il basso Reno: verso la fine della giornata 250 uomini si erano ricongiunti ai resti della 1ª Divisione aviotrasportata britannica, di cui solo 200 arrivarono al perimetro dell'Hartenstein.
Per i tedeschi, ancora impegnati nello sgombero del ponte di Arnhem, rimaneva il problema di come far passare i mezzi corazzati attraverso il Reno, a causa delle forti limitazioni che imponeva l'unica opzione esistente, il traghetto a monte del ponte stradale, peraltro inutilizzabile per i carri Tiger visto il loro peso di 60 tonnellate. Altro problema che si poneva alla 9ª divisione Hohenstaufen impegnata a "farla finita con l'aviotrasportata" come aveva ordinato il generale Bittrich al colonnello Harzer, era la difficoltà di manovrare con mezzi corazzati pesanti nelle strette vie di Oosterbeek.

### D-Day + 7 (24 settembre)

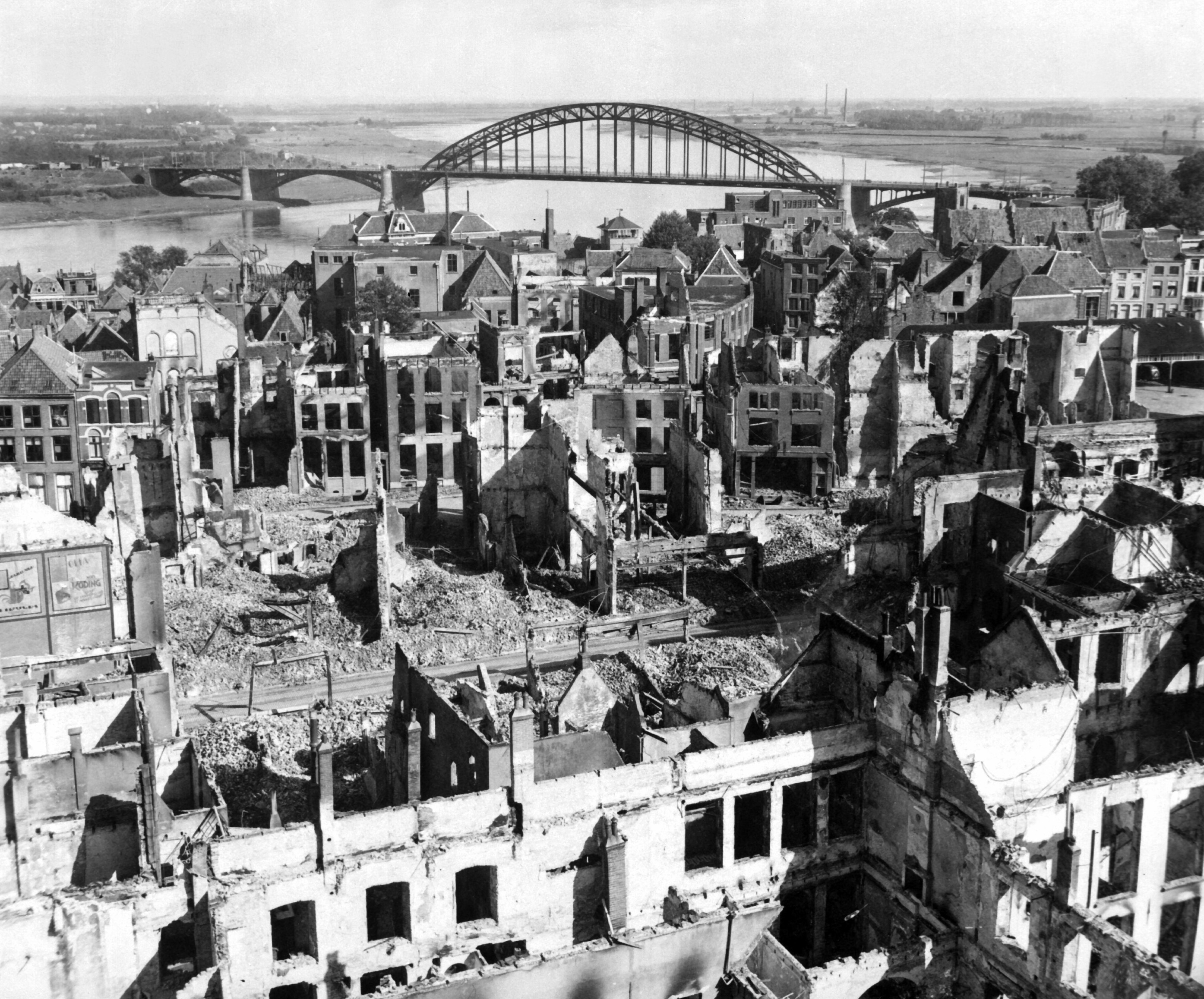
Nimega, e il ponte sul Waal; la panoramica mostra la città dopo i bombardamenti alleati e tedeschi, il 28 settembre 1944

In questo giorno i tedeschi ordinarono ai circa 100 000 civili di Arnhem di evacuare la loro città; più a ovest la situazione si stava trasformando nella stessa accanita e logorante lotta di posizione che aveva segnato il destino del battaglione del colonnello Frost al ponte di Arnhem.
I tedeschi avevano ribattezzato la zona di Oosterbeek Der Hexenkessel, letteralmente calderone delle streghe, e il dottor Warrack, primo ufficiale medico della 1ª Divisione britannica, propose a Urquhart di accordarsi con i tedeschi per consegnare loro i feriti in modo da permetterne le cure ed evitare di esporli ad altri rischi visto che i posti di medicazione e gli ospedali da campo venivano spesso colpiti da bombe e cecchini; Urquhart accettò a condizione che fosse chiaro che Warracks parlava come medico e non come rappresentante della divisione.
Entrambi gli schieramenti erano esausti e combattevano giorno e notte, quasi senza dormire. Nonostante tutto la 1ª Divisione aviotrasportata continuava a resistere agli assalti tedeschi. Per le 15:00 fu concessa una tregua, che permise di prendersi cura dei feriti in modo adeguato. A Urquhart non restavano che 1 800 uomini per difendere la precaria sacca. Decise quindi di inviare a Browning un messaggio cifrato che comunicava tra l'altro che "se non verrà stabilito un contatto per le prime ore del 25 considero poco probabile ulteriore resistenza...". Ancora una volta la situazione evolse a favore dei tedeschi quando, nel corso della giornata, due compagnie corazzate dotate di carri pesanti Tiger II da oltre 68 tonnellate arrivarono a rinforzo del Kampfgruppe Frundsberg.
Dalla sponda opposta del basso Reno, Sosabowski e il generale Thomas della 43ª Divisione (Wessex) osservavano impotenti l'andamento della battaglia nella sacca della 1ª aviotrasportata britannica. Venne deciso di compiere un ultimo tentativo, per cercare di far passare il 4º battaglione britannico Dorsetshire del tenente colonnello Tilly insieme ai polacchi dall'altra parte del fiume con i canotti pneumatici. In realtà già si parlava di evacuare gli uomini di Urquhart e secondo il capo di stato maggiore di Browning, generale Walch, anche "apertamente di ritirata". Alle 21:30 gli uomini del 4° Dorset erano pronti, ma non vi era traccia dei canotti. Insieme ai rifornimenti, era pronto anche un plico cifrato in duplice copia e affidato a due diversi ufficiali con il piano di ritirata, in caso di fallimento.

### D-Day + 8 e + 9 (25-26 settembre)

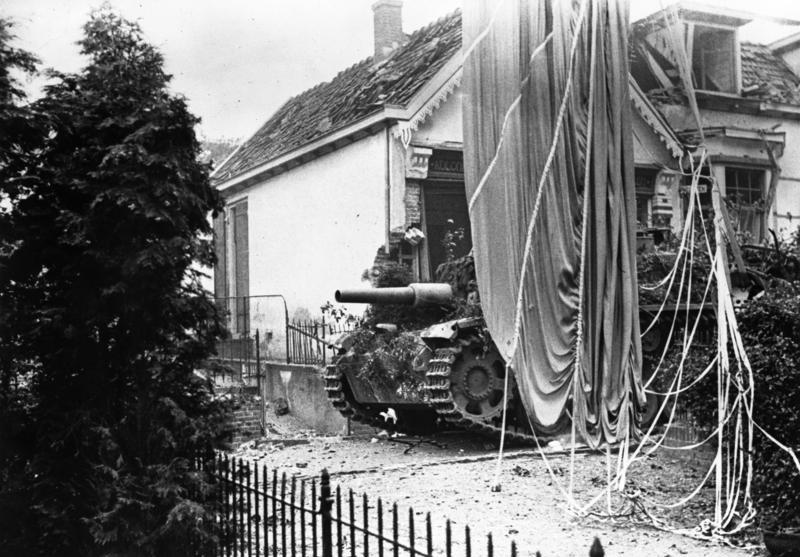
Un semovente Sturmhaubitze 42 appostato in una casa devastata dopo la resa, il 30 settembre 1944, in una foto di un milite delle SS

Alle 2:30 del mattino, iniziava l'attraversamento degli uomini del colonnello Tilly, a valle del perimetro di difesa e in zona controllata dai tedeschi, anche a causa della forte corrente. Gli uomini attraversarono il fiume sulle imbarcazioni rimaste, una quindicina, sotto un fuoco concentrato e appena sbarcati dovettero attaccare alla baionetta, nonostante la copertura dell'artiglieria britannica del XXX Corpo. Dei 420 partiti, solo 239 raggiunsero la riva nord, e pochissimi arrivarono al perimetro britannico, ormai ridotto alla zona circostante l'hotel Hartenstein.
L'attuazione del piano di evacuazione della 1ª Divisione aviotrasportata britannica, denominata operazione Berlino, venne decisa da Urquhart alle 8:08 di lunedì 25 settembre. Tutto doveva essere pronto per quella notte; per l'occasione furono preparate 37 barche d'assalto. Durante la pianificazione della fuga, il Kampfgruppe SS von Allworden – con i giganteschi carri Tiger – sferrò un attacco dal lato est della sacca di Oosterbeek, contro la Londsale Force, in un punto relativamente più debole del perimetro. I britannici erano però pronti avendo intercettato la comunicazione radio, ma l'attacco penetrò ugualmente in profondità nelle loro linee e venne fermato solo dall'intervento del 64º reggimento di artiglieria che sparò una grande quantità di granate praticamente sulle stesse posizioni amiche.

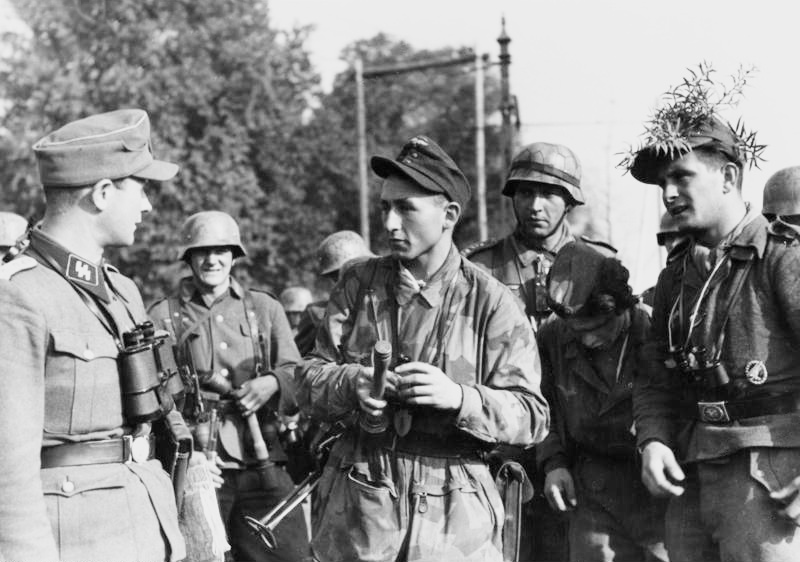
Soldati tedeschi appartenenti a Waffen-SS, Heer e Luftwaffe, che hanno partecipato agli scontri di Arnhem

L'evacuazione era stata congegnata sulla falsariga del piano analogo per Gallipoli nel 1916, con le radio trasmissioni che sarebbero rimaste attive e un ridotto numero di soldati sarebbe rimasto a presidiare le linee per ingannare i tedeschi mentre il grosso si ritirava verso il fiume. Dodici barche a motore gestite dai genieri canadesi della 23rd Canadian Field Company (First Canadian Army) e i battelli d'assalto superstiti delle precedenti traversate gestiti dalla 260th (Wessex) Field Company avrebbero permesso la traversata sotto la copertura dell'artiglieria.
Alle 20:15 i primi soldati del 156º battaglione paracadutisti (4ª brigata) iniziarono la manovra di evacuazione; Alle 21:00 l'operazione Berlino cominciò con un cannoneggiamento a tappeto sulle aree in mano ai tedeschi. L'attacco durò quaranta minuti, il tempo necessario per permettere alla prima ondata di uomini ancora in grado di farlo di attraversare il fiume. I tedeschi contrastarono le operazioni con un fuoco di sbarramento, ma non si resero conto del fatto che si trattava di un'evacuazione fino al mattino dopo.
Comunque il numero di barche utilizzabili si ridusse di viaggio in viaggio, e ne furono compiuti circa 150. I canadesi ebbero sette morti e quattro feriti, ma quando dovettero interrompere i trasporti, i soldati che rimanevano ancora sulla riva nord cercarono di passare il fiume a nuoto; si stima che circa 95 soldati persero la vita nel tentativo e oltre 300 finirono nelle mani dei tedeschi. I feriti furono costretti a restare a Oosterbeek con il personale medico; i tedeschi presero più di 6 450 prigionieri tra feriti, ufficiali e medici (questi ultimi decisi a restare ad assistere i compagni). L'operazione ebbe fine alle 01:30 del giorno successivo; poco prima delle 2 i depositi munizioni della divisione vennero fatti saltare e i cannoni resi inservibili; poiché mancava un numero adeguato di mezzi di trasporto dato che non si credeva che un numero così elevato di uomini potesse riuscire a scampare, i soldati giunsero a Driel a piedi e poi continuarono a marciare fino a Nimega.
Con la ritirata della 1ª Divisione aviotrasportata britannica si concluse l'operazione Market Garden, e il fronte si stabilizzò; tuttavia, la lotta per il controllo delle zone interessate dall'aspra battaglia era tutt'altro che finita e la loro liberazione definitiva sarebbe avvenuta praticamente solo alla fine della guerra.

## Conseguenze dell'operazione

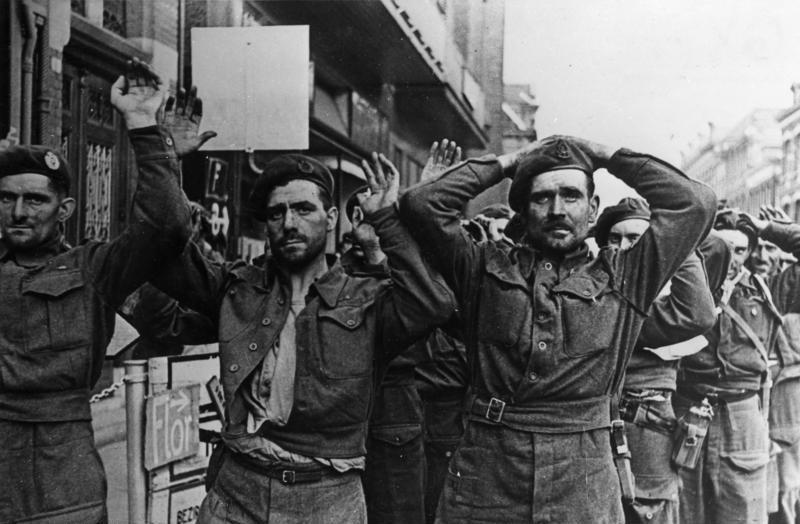
Militari britannici catturati dai tedeschi ad Arnhem

L'operazione "Market Garden" si rivelò quindi un fallimento: l'ipotizzato crollo delle difese tedesche sul Reno non si verificò; il grande fiume non fu attraversato; alcuni reparti scelti alleati subirono gravi perdite o furono distrutti; la battaglia si concluse con un imprevisto successo tedesco, utile per il morale e la propaganda del Terzo Reich; il territorio conquistato dagli anglo-statunitensi si rivelò sostanzialmente inutile dal punto di vista strategico generale. Lo sfondamento a nord verso la Ruhr sarebbe stato possibile solo quattro mesi dopo, in una situazione strategica e politica completamente diversa.
Sia l'operazione sia le sue conseguenze vanno inquadrate nell'ambito delle divergenze strategiche fra il maresciallo Montgomery e i comandanti statunitensi, in particolare Patton e Bradley, solo parzialmente composte dal comandante in capo alleato Eisenhower. Montgomery infatti attribuì il fallimento dell'offensiva del XXI Gruppo d'armate alla decisione di Eisenhower di supportare nel contempo anche l'offensiva della 3ª armata statunitense a sud delle Ardenne.
Al contrario, Patton e Bradley non mancarono di recriminare sull'eccessiva condiscendenza del Comandante in Capo alleato nei confronti di Montgomery e sul mancato supporto alla spinta delle mobilissime colonne meccanizzate statunitensi oltre la Mosa e la Mosella, apparentemente molto più promettente in vista di uno sfondamento della Linea Sigfrido. Deve essere comunque rilevato che i tedeschi, contemporaneamente all'efficace e riuscito contrasto all'Operazione Market Garden, sferrarono anche un'inaspettata controffensiva a sud (a partire dal 18 settembre), contro le punte avanzate di Patton in Lorena che, anche se sostanzialmente fallita con gravi perdite, probabilmente anche per la necessità di inviare rinforzi a nord per contrastare Market Garden, diede una nuova dimostrazione dell'imprevista capacità di ripresa della Wehrmacht anche sul Fronte Occidentale.
In ogni modo, i rapporti tra i due alleati si incrinarono in modo duraturo, e molti generali statunitensi furono in qualche modo quasi contenti del fallimento di Montgomery.
(Carl Andrew Spaatz, generale USAAF, in una lettera ad un amico)
Secondo lo storico militare britannico Basil Liddell Hart il fallimento delle operazioni è da imputarsi a un'eccessiva fiducia da parte delle armate alleate nel fatto che il nemico fosse ormai sul punto di cedere; nel mancato apprezzamento da parte del servizio informazioni alleato della presenza delle due divisioni Waffen-SS Frundsberg e Hohenstaufen (indebolite e scarsamente dotate di mezzi ma costituite da truppe e comandanti esperti, combattivi e decisi) nei dintorni di Arnhem; nell'incapacità da parte dei comandi alleati di individuare le migliori direttrici d'attacco; e nella capacità da parte dei comandi tedeschi di concentrare truppe, organizzare rapidamente raggruppamenti tattici improvvisati ma efficienti, impiegando tutti i reparti immediatamente disponibili, e sfruttare posizioni naturalmente forti.
Peraltro, nonostante la sconfitta, la sicurezza alleata non venne completamente intaccata, al punto che la successiva controffensiva delle Ardenne colse di sorpresa i comandi alleati, intenti alla preparazione di nuove offensive lungo le due classiche direttrici (a nord delle Ardenne il XXI Gruppo d'armate di Montgomery e a sud, nei pressi di Aquisgrana, la 1ª e la 3ª armata USA). Malgrado ciò la pianificazione alleata continuò a dare la priorità alle azioni del XXI Gruppo anche alla vigilia del risolutivo attraversamento del Reno da parte degli statunitensi della 1ª Armata a Remagen (7 marzo 1945) e dalle truppe della 3ª Armata del generale Patton nella regione dell'Eifel (23 marzo 1945).
Il ponte di Arnhem fu fatto saltare dai tedeschi vari mesi dopo; il ponte attuale, sebbene somigliante al vecchio come forma, è una ricostruzione successiva, ed è stato intitolato a John Frost, il comandante del 2º battaglione paracadutisti che riuscì ad arrivare al ponte e tenere coraggiosamente per quattro giorni l'ingresso settentrionale, prima di essere costretto alla resa di fronte alle soverchianti forze tedesche.

### Perdite
| Perdite         | Morti e feriti | Totali          |
| --------------- | -------------- | --------------- |
| Civili olandesi |                | 20 000 - 30 000 |
| Germania        | 7 000          | 20 000          |
| Britanniche     |                | 13 357          |
| Statunitensi    |                | 3 542           |

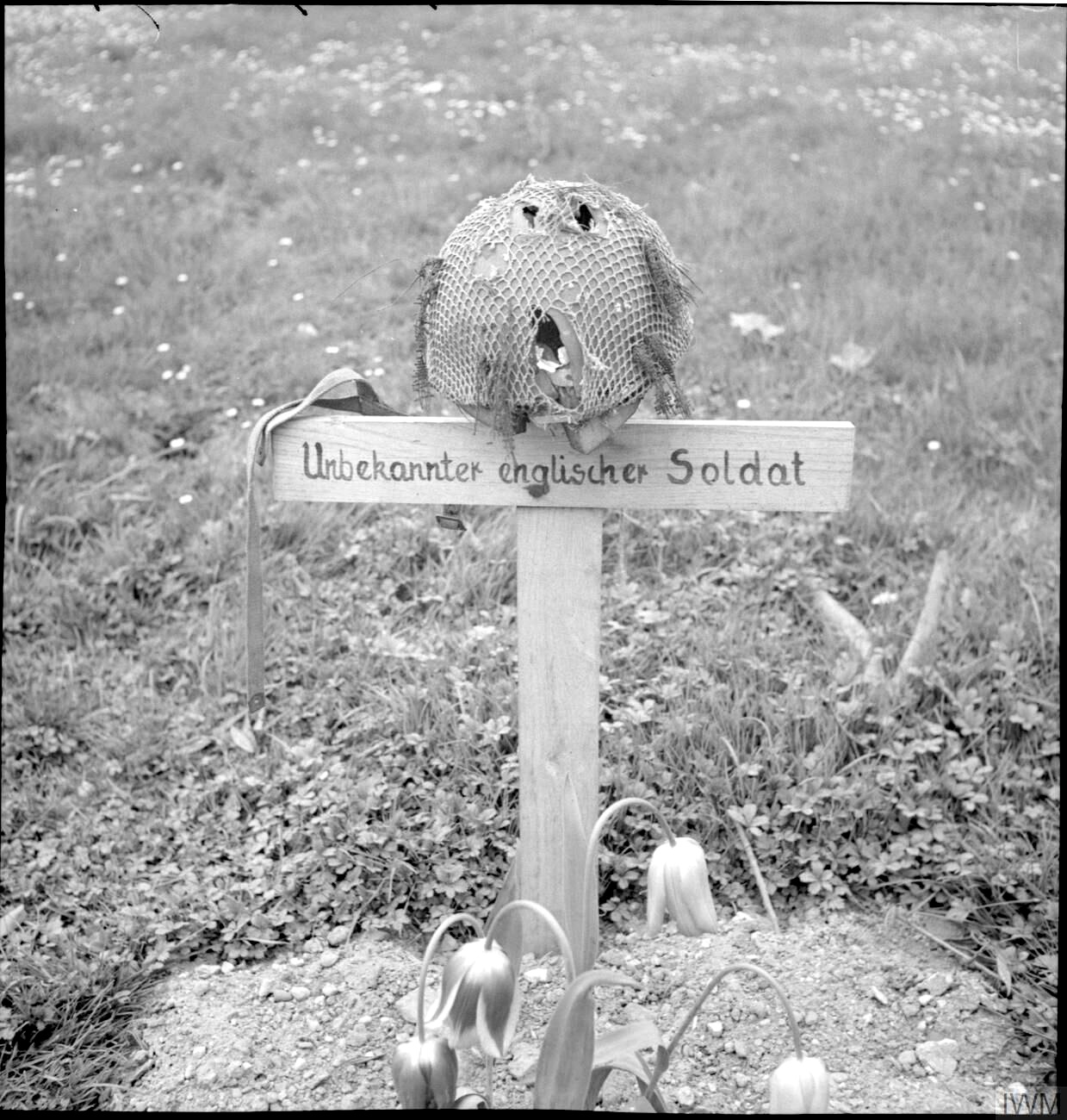
La tomba di un ignoto paracadutista britannico ad Arnhem, fotografata dopo la liberazione della città nel 1945

Le perdite olandesi non sono quantificabili con certezza, il numero è altamente variabile e lo stesso vale per le perdite dei tedeschi. Le perdite denunciate da questi ultimi ad Arnhem e Oosterbeek furono 3 300, dei quali 1 300 morti, ma si ritiene che le perdite del gruppo d'armate B tedesco in tutta l'area dell'operazione Market Garden ammontino alla cifra approssimativa di 20 000. Altre stime parlano di 18 000 civili vittime dei rigori dell'inverno seguente. Della sola 1ª divisione aviotrasportata, su 10 005 uomini partiti, tornarono indietro a sud del Reno solo 2 163, più 160 polacchi e 75 del 4° Dorset; i morti sono stati stimati in 1200, con 6 642 dispersi, feriti e prigionieri.
(Il principe Bernardo dei Paesi Bassi in una conversazione con lo storico Cornelius Ryan)

## Nei media
- La prima pellicola dedicata agli episodi dell'operazione Market Garden è il film britannico L'inferno degli uomini del cielo, diretto da Brian Desmond Hurst nel 1946; le scene furono girate tutte nelle strade di Arnhem ancora ingombre di macerie e rottami, con molti attori ex-paracadutisti o civili olandesi che parteciparono realmente agli eventi tra cui Kate ter Horst.
- Nel 1977 Richard Attenborough diresse Quell'ultimo ponte, film con Michael Caine e Sean Connery tratto dall'omonimo libro di Cornelius Ryan.
- Ispirato all'operazione vi è anche Replacements, episodio della serie televisiva Band of Brothers - Fratelli al fronte (2001), prodotta tra gli altri da Steven Spielberg e Tom Hanks.

Su questo evento storico si basano numerosi videogiochi, tra cui Close Combat 2: A Bridge Too Far (1997), che riporta anche brevi filmati e documenti degli eventi; in Brothers in Arms: Hell's Highway (2008) il giocatore vive la storia dal punto di vista di un soldato del 502° Parachute Infantry Regiment della 101ª divisione aviotrasportata; Company of Heroes: Opposing Fronts (2007) si focalizza sulla fanteria tedesca, Codename: Panzers Phase I (2004) ha una missione ispirata all'operazione Market Garden, e Medal of Honor: Frontline (2002) vede il protagonista agire mentre l'operazione è in atto; inoltre anche un altro gioco della serie, Medal of Honor: Airborne, fa rivivere in prima persona l'operazione nei panni di un soldato della 82ª Divisione Aviotrasportata statunitense. L'operazione è rivivibile anche nel videogioco R.U.S.E., in cui ci si trova a comandare le truppe aviotrasportate. L'operazione Market Garden è inoltre presente nel videogioco tattico della Battlefront, Combat Mission: Battle for Normandy, con il modulo aggiuntivo Market Garden (2013).

### Testi di riferimento
- Badsey, Stephen, Operazione Market Garden, Osprey Publishing/RBA Italia, 2009, ISSN 1974-9414.
- Bauer, Eddy, Storia controversa della seconda guerra mondiale, vol. 6, DeAgostini, 1971, ISBN non esistente.
- Hastings, Max, Apocalisse tedesca, Milano, Mondadori, 2006, ISBN 88-04-56159-9.
- (DE) Hirschfeld, Gerhard, Fremdherrschaft und Kollaboration – Die Niederlande unter deutscher Besatzung 1940–1945, (Studien zur Zeitgeschichte; 25), Stuttgart, Deutsche Verlags-Anstalt, 1984, ISBN 3-421-06192-0.
- Liddell Hart, Basil H., Storia militare della seconda guerra mondiale, Milano, Mondadori, 1996, ISBN 88-04-42151-7.
- Ryan, Cornelius, Quell'ultimo ponte, BUR, Milano, Rizzoli, 2001, ISBN 978-88-17-12607-6.
- Cecini, Giovanni, Arnhem 1944, Roma, Chillemi, 2014, ISBN 978-88-96522-74-5.

### Fonti web
- (EN) Market-garden.info Operazione Market Garden: un ponte di troppo, su market-garden.info. URL consultato il 4 aprile 2010 (archiviato dall'url originale il 21 luglio 2011).
- (EN) The Pegasus Archive - la battaglia di Arnhem, su pegasusarchive.org.
  -  Order of battle, su pegasusarchive.org. URL consultato il 6 aprile 2010.
  -  The First Lift - Sunday 17th, su pegasusarchive.org. URL consultato il 20 aprile 2010.
  -  German Reactions, su pegasusarchive.org. URL consultato il 20 aprile 2010.
  -  Formation of the Oosterbeek Perimeter - Wednesday 20th, su pegasusarchive.org. URL consultato il 20 aprile 2010.
  -  Arnhem Bridge - Wednesday 20th, su pegasusarchive.org. URL consultato il 20 aprile 2010.
  -  Evacuation, su pegasusarchive.org. URL consultato il 20 aprile 2010.
  -  Aftermath, su pegasusarchive.org. URL consultato il 20 aprile 2010.
- (EN) Nederlanders in de Waffen-SS, su waffen-ss.nl. URL consultato il 20 aprile 2010 (archiviato dall'url originale il 5 marzo 2016).
- (EN) A Magnificent Disaster - Excerpt: Chapter 6 Black Tuesday, su magnificentdisaster.com. URL consultato il 20 aprile 2010 (archiviato dall'url originale il 21 ottobre 2012).
- (EN) WW2 Holland, su battlefieldseurope.co.uk. URL consultato il 20 aprile 2010 (archiviato dall'url originale il 18 luglio 2010).
- (EN) Coldstream Guards - British Army Website, su army.mod.uk. URL consultato il 20 aprile 2010 (archiviato dall'url originale il 15 marzo 2010).